# Francesco di Giorgio Martini
Pour les articles homonymes, voir Martini.
Francesco di Giorgio Martini (ou Francesco Maurizio di Giorgio di Martino Pollaiolo), (né en 1439 à Sienne où il a été baptisé le 23 septembre 1439 - mort le 29 novembre 1501 à Sienne) est un peintre, sculpteur, architecte, ingénieur de la Renaissance italienne.
Il est le représentant le plus connu des ingénieurs siennois avec Mariano di Jacopo dit le Taccola (1381-1458), et le disciple de Lorenzo di Pietro dit Vecchietta (1412-1480) en peinture.
Il a collaboré avec Neroccio di Landi dans un atelier commun, situé à Sienne, entre 1468 et 1475.

## Biographie

### Jeunesse et formation
Francesco di Giorgio Martini est le fils de Giorgio di Martino del Viva, fonctionnaire de la commune de Sienne employé dans le bureau de Biccherna, avec de petites propriétés en ville et à la campagne, et de famille de petite noblesse d'épée issue de l’Ordre de Tau (chevaliers de Saint-Jacques d'Altopascio - XIe siècle).

Francesco di Giorgio Martini est baptisé le 23 septembre 1439 à Sienne sous le nom de : 
Franciescho Maurizio di Giorgio di Martino Pollaiolo. 
Dans sa jeunesse, il dut probablement rencontrer le Taccola ; il hérita toutefois de ses carnets puisque l'on les sait annotés de sa main.
En 1463-1464, il va à Florence pour se former aux nouvelles techniques et découvre l'œuvre Brunelleschienne.
Dans cette même période, il fait un séjour à Rome avec Vecchietta pour étudier les vestiges des monuments antiques.
Le 3 novembre 1467, il épouse Cristofana di Cristofano di Compagnatico-Loli, mais en 1468, un document déclare qu'il a reçu une dot de 300 florins, qui indique un nouveau mariage avec la fille d'Antonio di Benedetto Nerocci de Sienne, ce qui laisse supposer que sa précédente femme est morte en couches en donnant naissance à son unique fils Andrea Di Giorgio Loli qui sera élu capitaine régent de la Ville de Saint-Marin en 1497.

### Débuts en tant que peintre

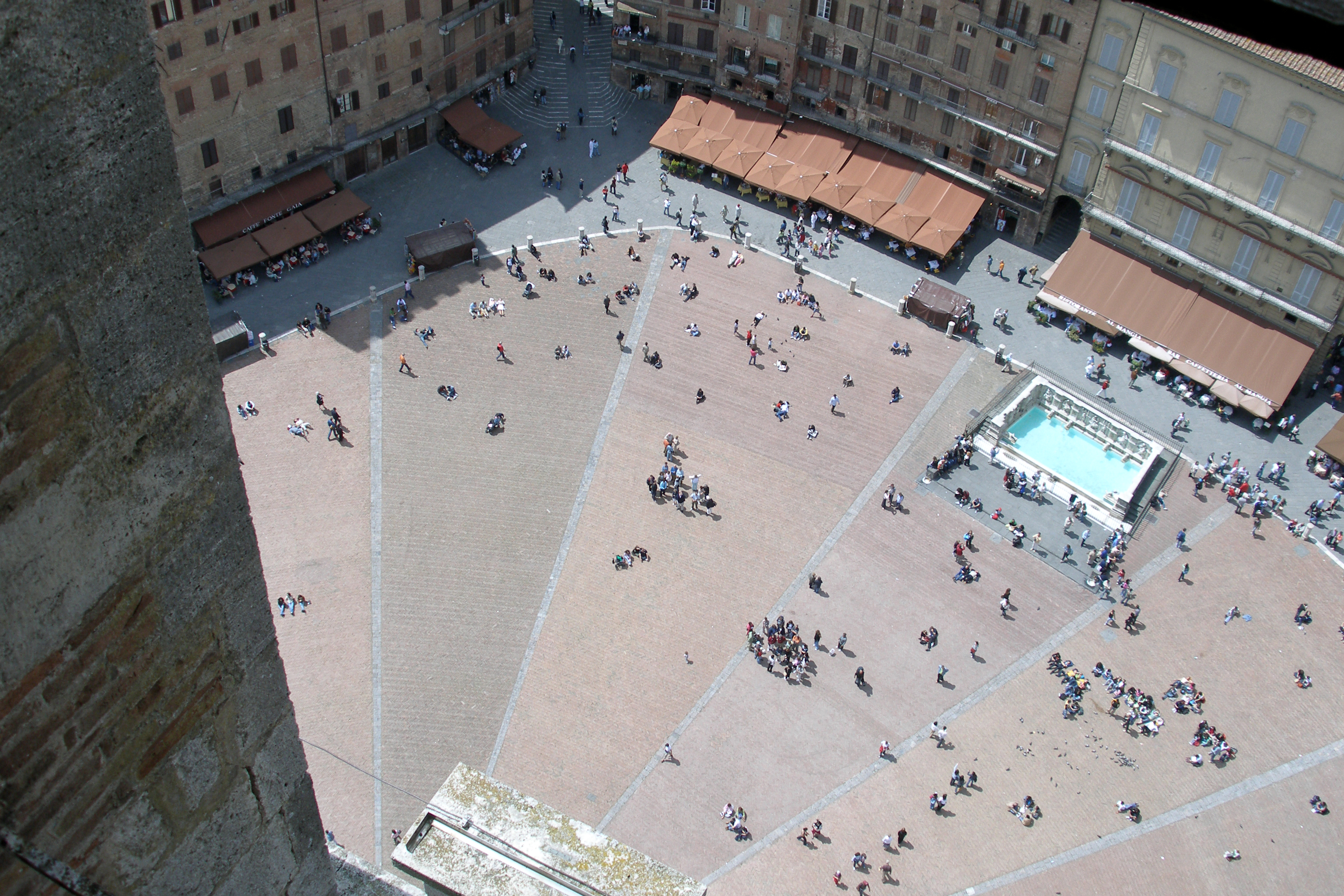
Réalisation de la structure Hydraulique de la Fontaine de Jacopo della Quercia sur la Piazza del Campo de Sienne.

Après avoir été l'élève du Vecchietta, âgé d’une vingtaine d’années, il débute comme peintre, dans les années 1460, avec probablement Neroccio di Landi de huit ans son cadet comme assistant. Il mettra seulement un terme à sa collaboration avec Neroccio le 6 juillet 1475.

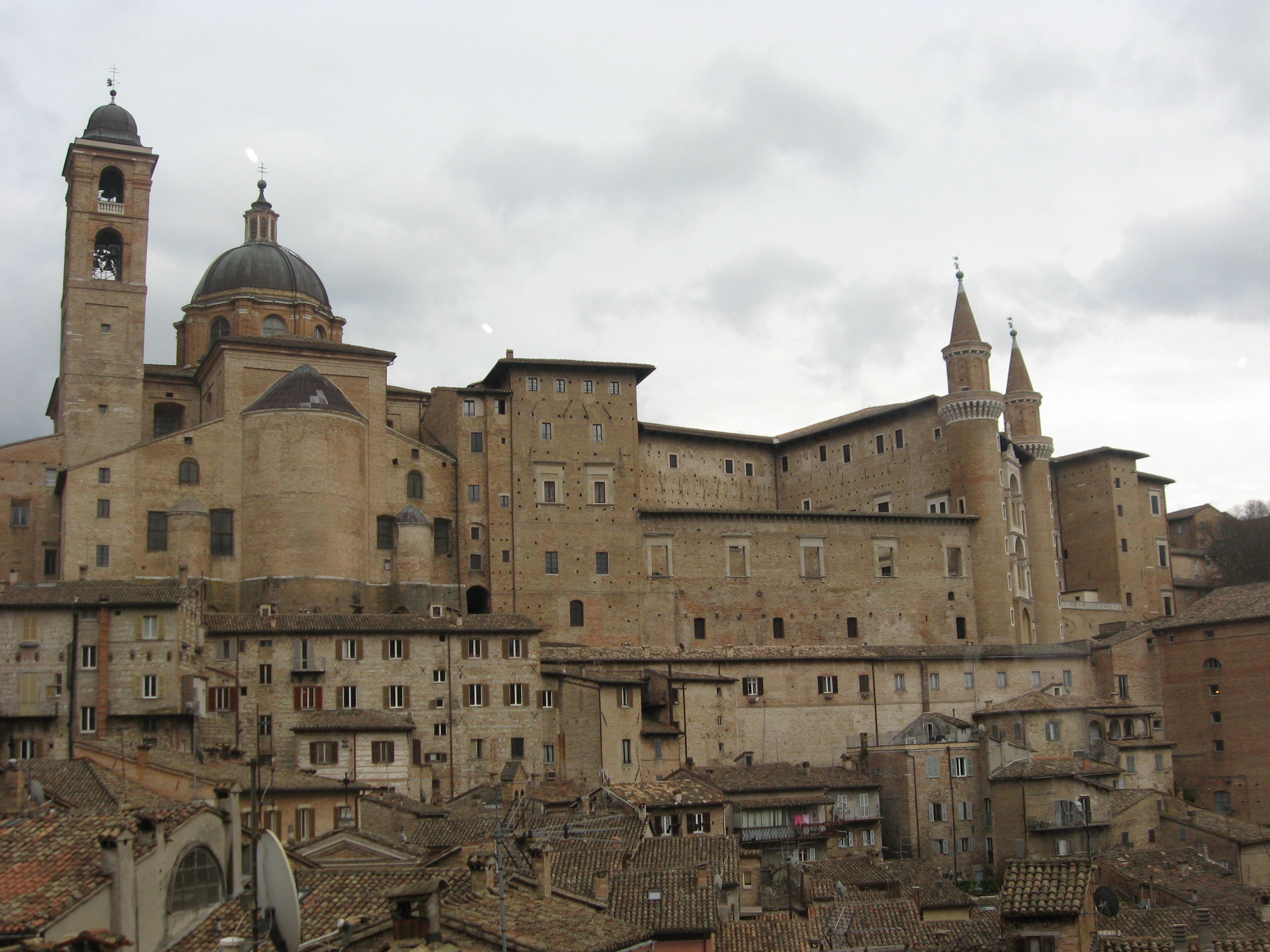
Palais Ducal d'Urbino.

Par ailleurs, un paiement de 1464 montre qu'il exécutait des sculptures pour une communauté religieuse ou pour la cathédrale de Sienne.

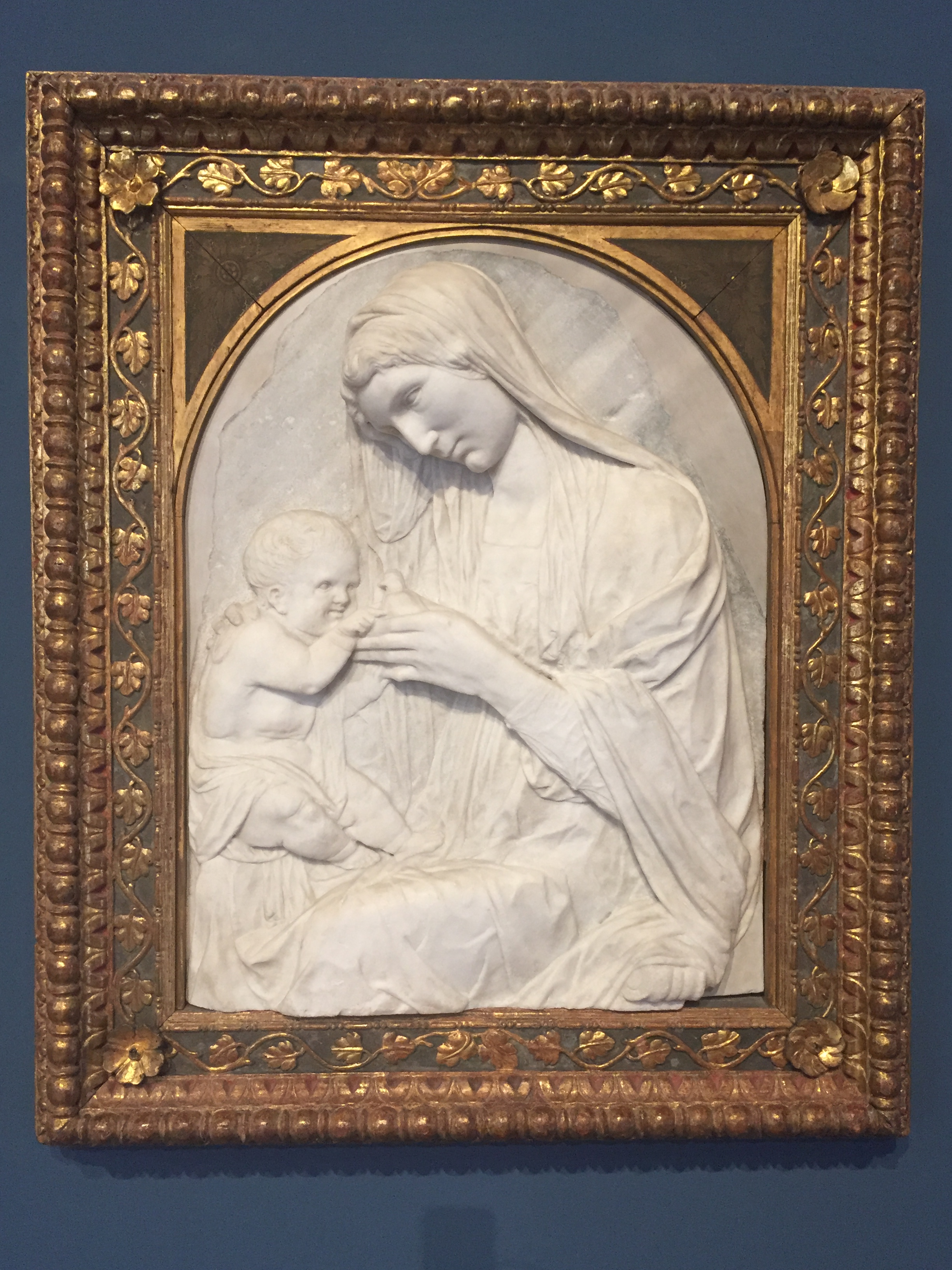
Madone à l’Enfant, Bas-relief en marbre, Francesco di Giorgio Martini, 1465-70, Bode-Museum, Berlin.

Le 28 avril 1469, il est operaio dei bottini, chargé, avec un certain Paolo d'Andrea, du service des eaux, des fontaines et des aqueducs de la ville de Sienne, les bottini.
L'imposante œuvre hydraulique, de la Fonte Gaïa de Sienne (constituée d’une galerie d’environ trente kilomètres de long et d’un "maître butin" (citerne)), y est réalisée sous sa direction. Il avait donc, à trente ans, une bonne connaissance de la géométrie appliquée aux problèmes de tracé et de nivèlement, et une capacité organisationnelle concrète d'un chantier.
En 1470, il est payé pour une représentation du mont Vasone à partir d'un relevé de l'estimateur Mariano di Matteo qui est un spécialiste en mathématiques appliquées.

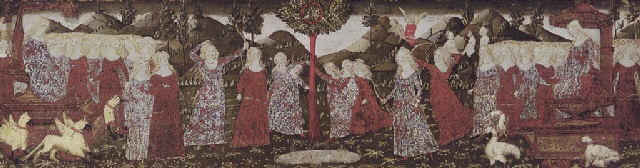
Un tournoi de tir à l’arc, avec des jeunes filles tirées en chars, avec des griffons et des cigognes, huile sur panneau de Francesco di Giorgio Martini.

Avec Cosimo Rosselli, Roberto Valturio, il entreprend les décorations du palais d'Urbino et en reprend les travaux en 1472.
Il est possiblement, avec Botticelli, l'auteur des plans du studiolo de Frédéric III, réalisé par Baccio Pontelli.
En 1475 commence la guerre de Colle di Val d'Elsa qui oppose Florence à une coalition regroupant Sienne, le pape Sixte IV, le duc de Calabre Alphonse d'Aragon et le duc d'Urbino Frédéric III de Montefeltro.
De cette même année date son unique œuvre signée : la très belle Nativité du Christ avec saint Bernard et saint Thomas d’Aquin conservée à la pinacothèque nationale de Sienne.

À partir de novembre 1477, après accord de la cité de Sienne, Francesco est appelé à vivre à Urbino, près de la cour de Frédéric III de Montefeltro, allié de Sienne, où il est engagé comme architecte. 

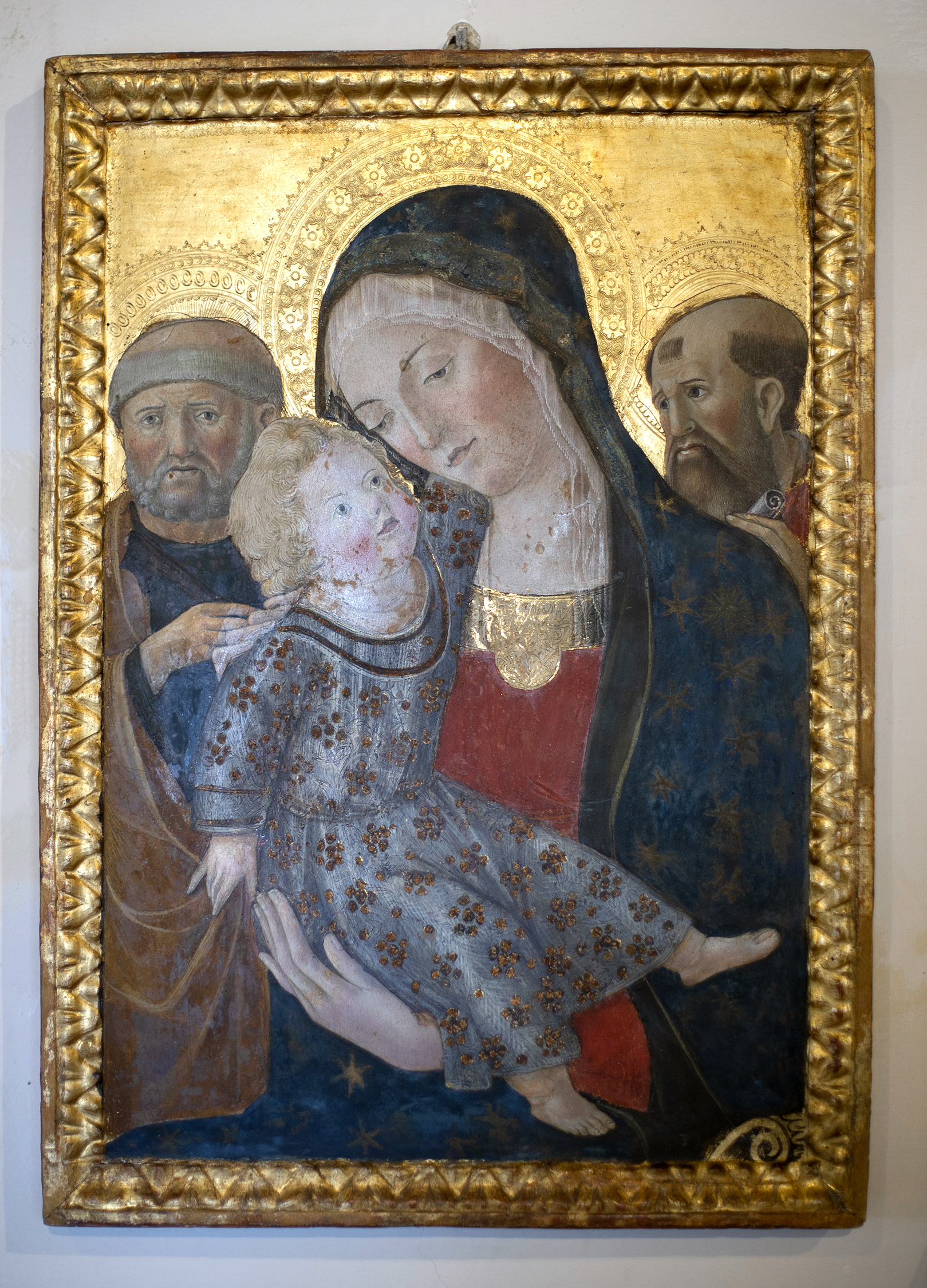
Madone à l’Enfant avec saint Pierre et saint Paul, vers 1470, Hôpital de Santa Maria della Scala, Sienne.
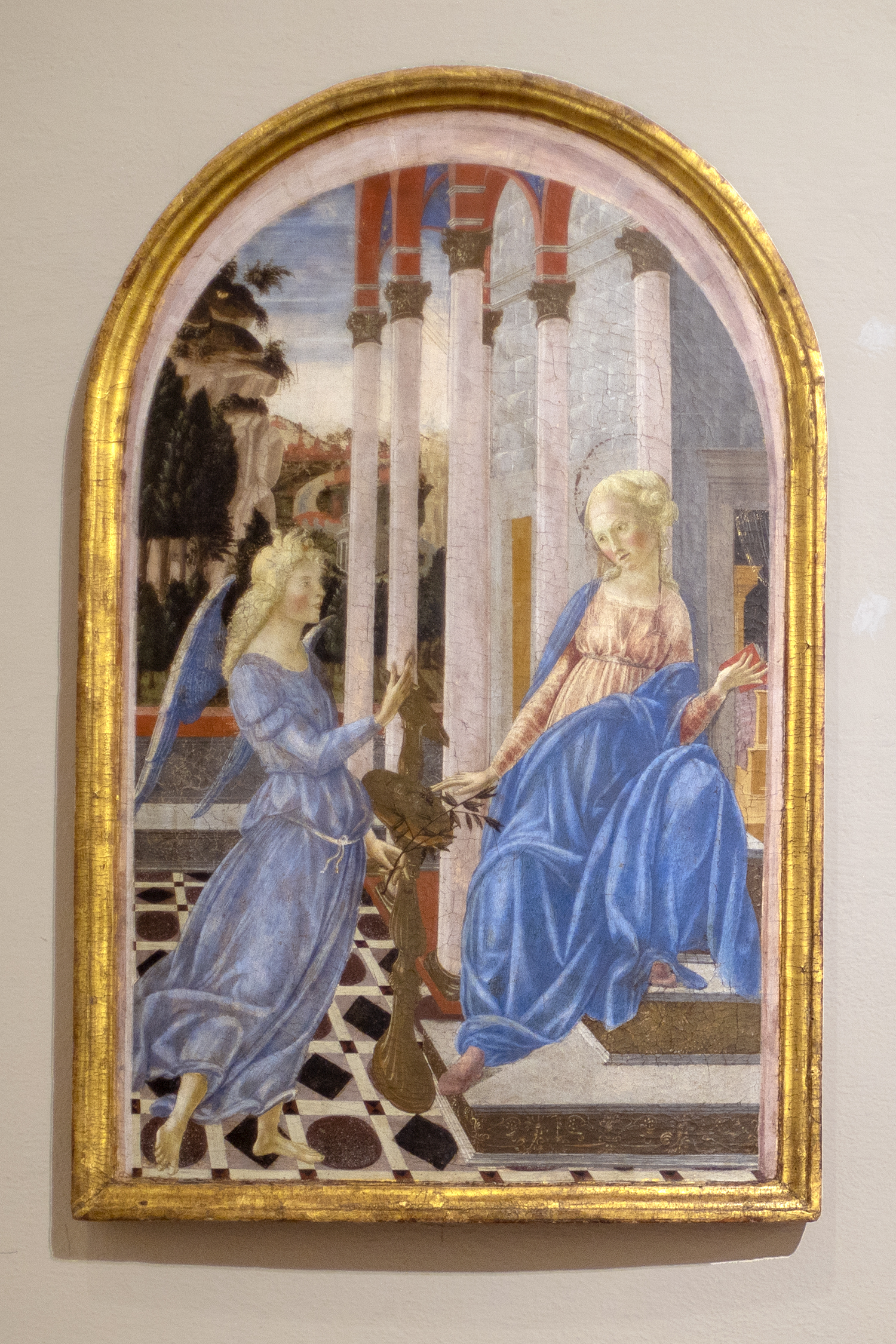
Annonciation, 1471-1472, Francesco di Giorgio Martini, Pinacothèque nationale de Sienne.
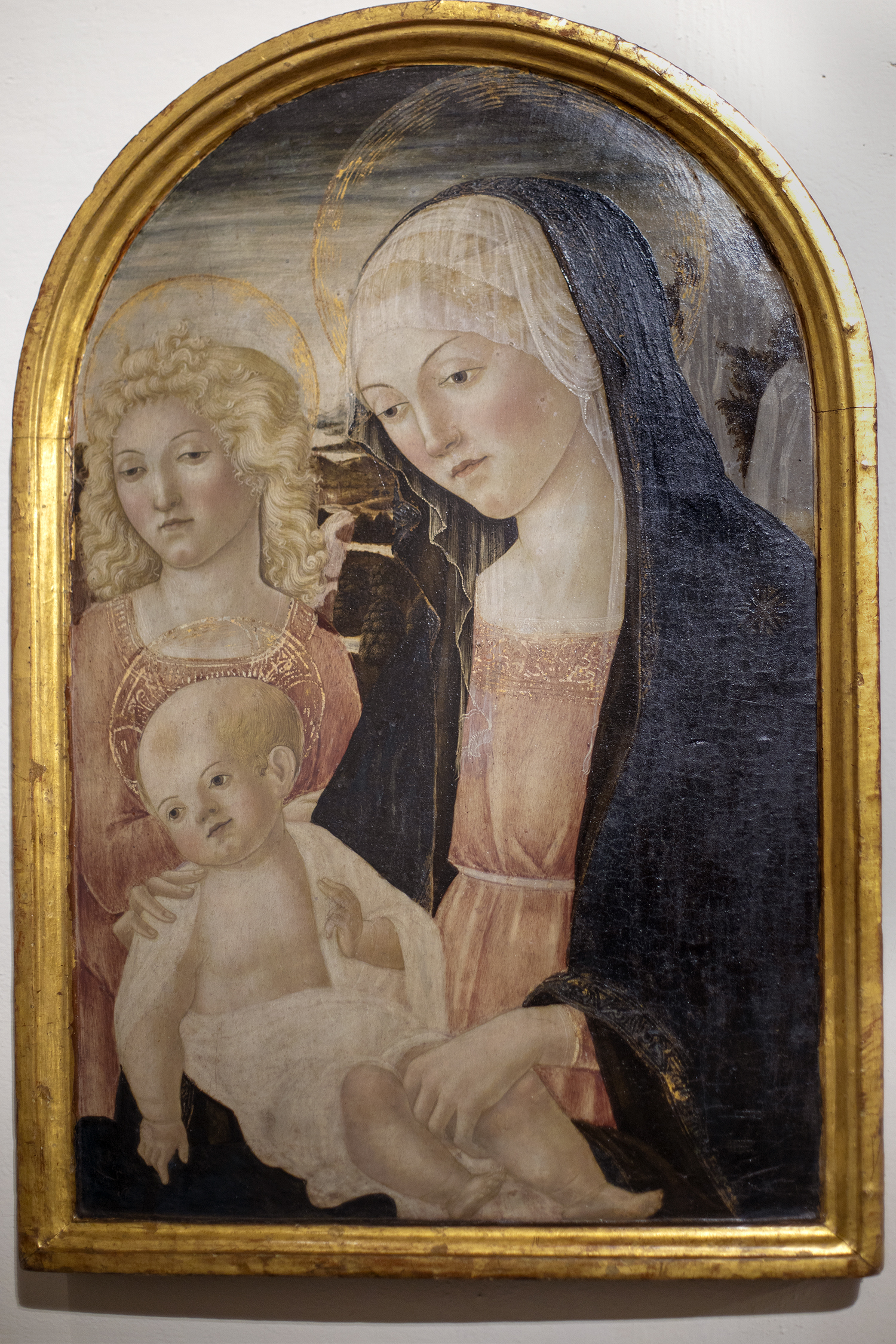
Madone à l’Enfant avec un Ange, 1474-1475, de Francesco di Giorgio Martini réalisée pour la Basilique de l’Observance de Sienne, Pinacothèque nationale de Sienne.

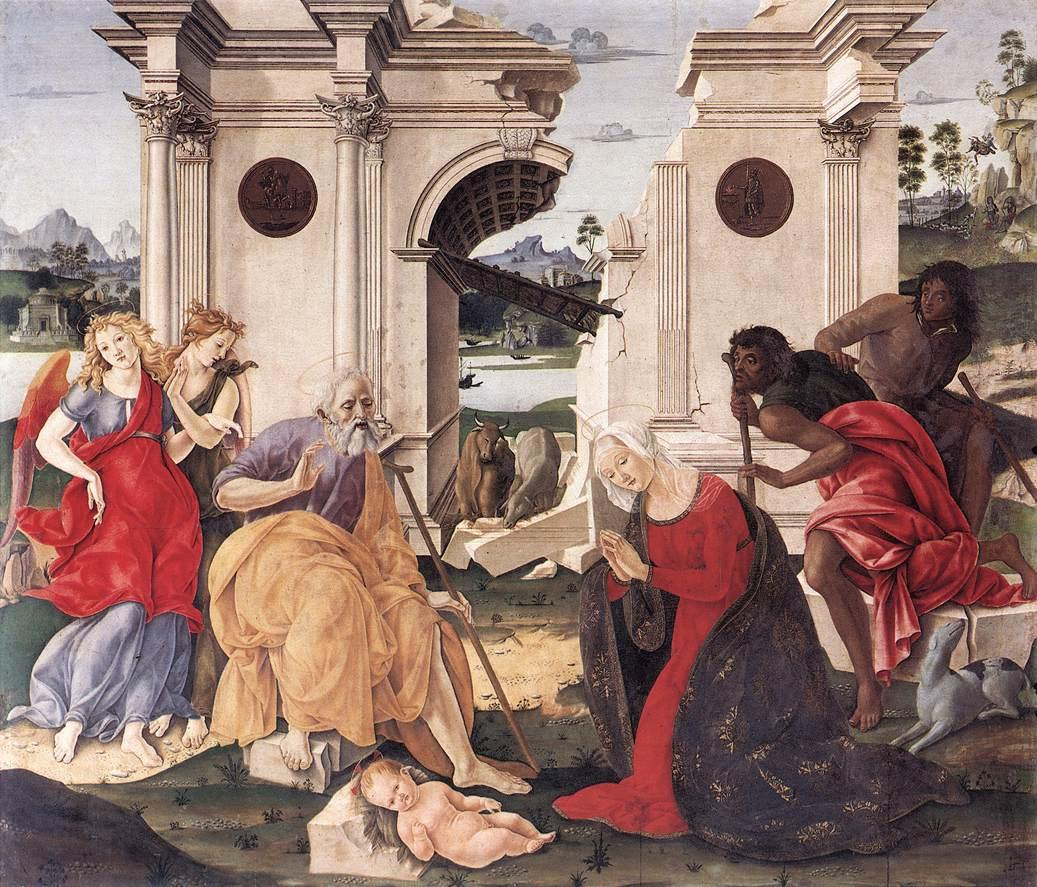
Nativité de Francesco di Giorgio Martini.

### Début de sa carrière d’ingénieur militaire
Un architecte militaire devait à la fois construire des forteresses et participer à la prise des places.
Ainsi aurait-il participé au siège de Castellina, en 1478, face à Giuliano da Sangallo employé par les Florentins. Ce serait le début de sa carrière d'ingénieur militaire.
En 1479 se termine sa première campagne militaire avec le duc d'Urbino par la reddition de Colle di Val D'Elsa.
Entre 1479-1480, il est expert militaire auprès d'Alphonse II de Naples et passe par Rome.

### Retour à Urbino
Il est retour à Urbino en 1480.
C'est entre 1480 et 1486 qu'il a sa période la plus féconde à Urbino. Il travaille avec les ducs d'Urbino, Frédéric III de Montefeltro et son fils Guidobaldo. Il intervient en outre aux travaux du palais ducal commissionné par le duc auprès de l'architecte dalmate Luciano Laurana.
Il poursuit son travail dans le palais ducal, travaille au Duomo (reliefs faits par G. Valadier avant la réfection), au monastère de Sainte Claire et à l’église de Saint Bernardin des Zoccolanti.

Il travaille également non loin d’Urbino au Palais ducal de Gubbio et dessine pour le Palais public de Jesi ;

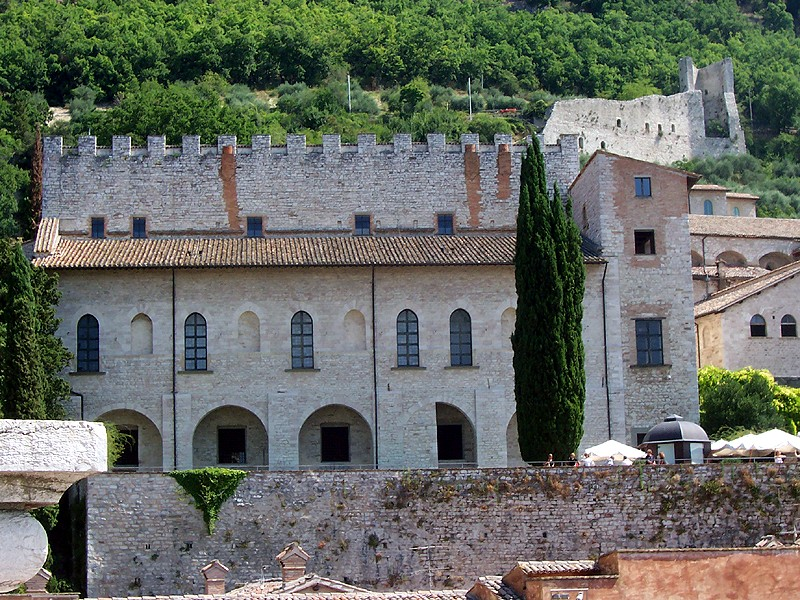
Palais Ducal de Gubbio.

### Ses forteresses dans les Marches
Il conçoit un système de Rocche, forteresses et fortifications dont il réalise certains exemples :
- La Rocca de Sassocorvaro, entre 1476 et 1478 ;
- La Rocca de San Leo, en 1479 ;
- La Rocca de Cagli, en 1481;
- La Rocca de Mondavio, en 1482.

Mais réalise également le Fortilizio de Sant'Agata Feltria, La Rocca de Pergola, la Rocca de Monte Cerignone et celle de Fossombrone des Malatesta ainsi que la Rocca de Frontone.

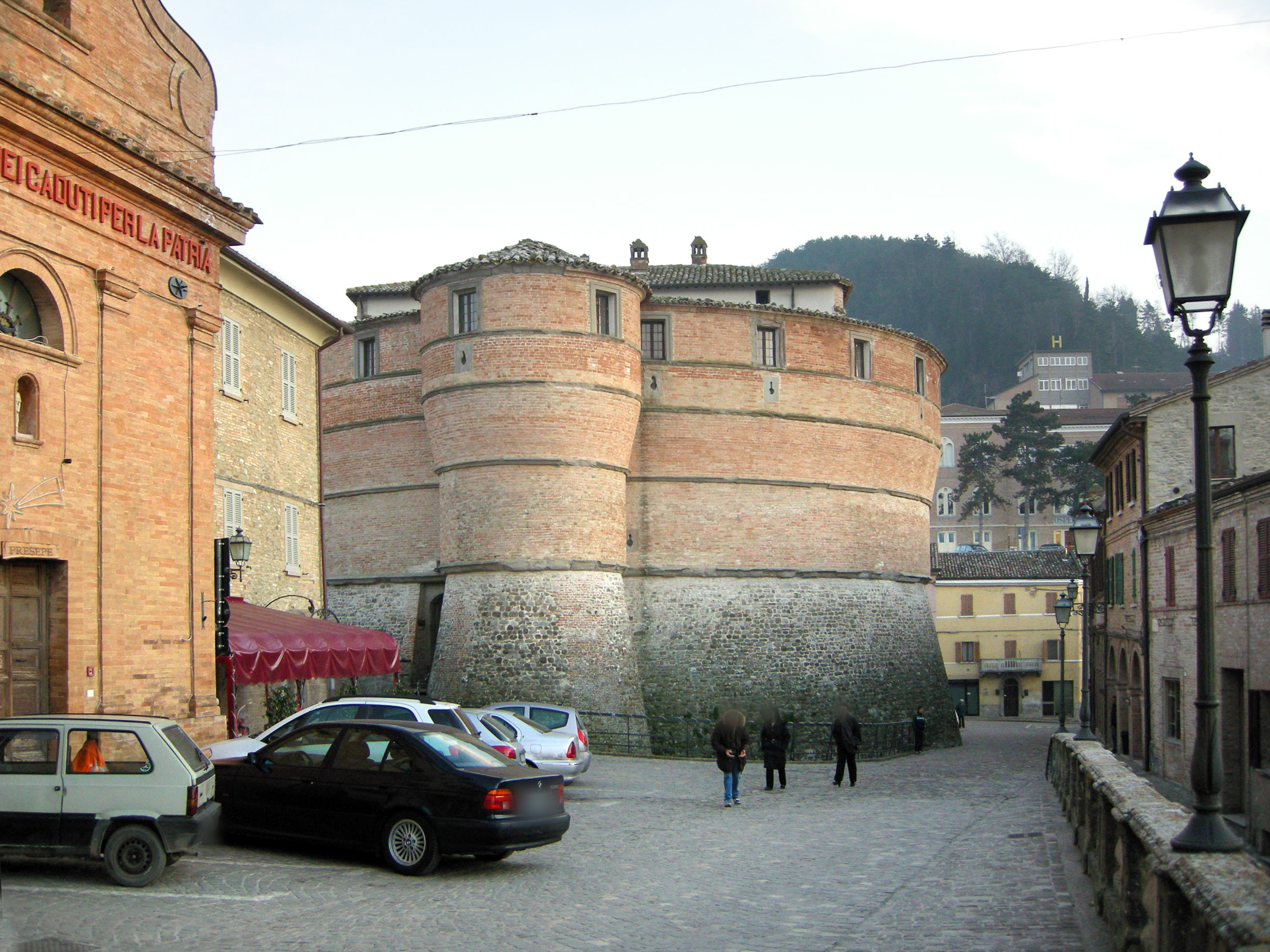
Rocca de Sassocorvaro.
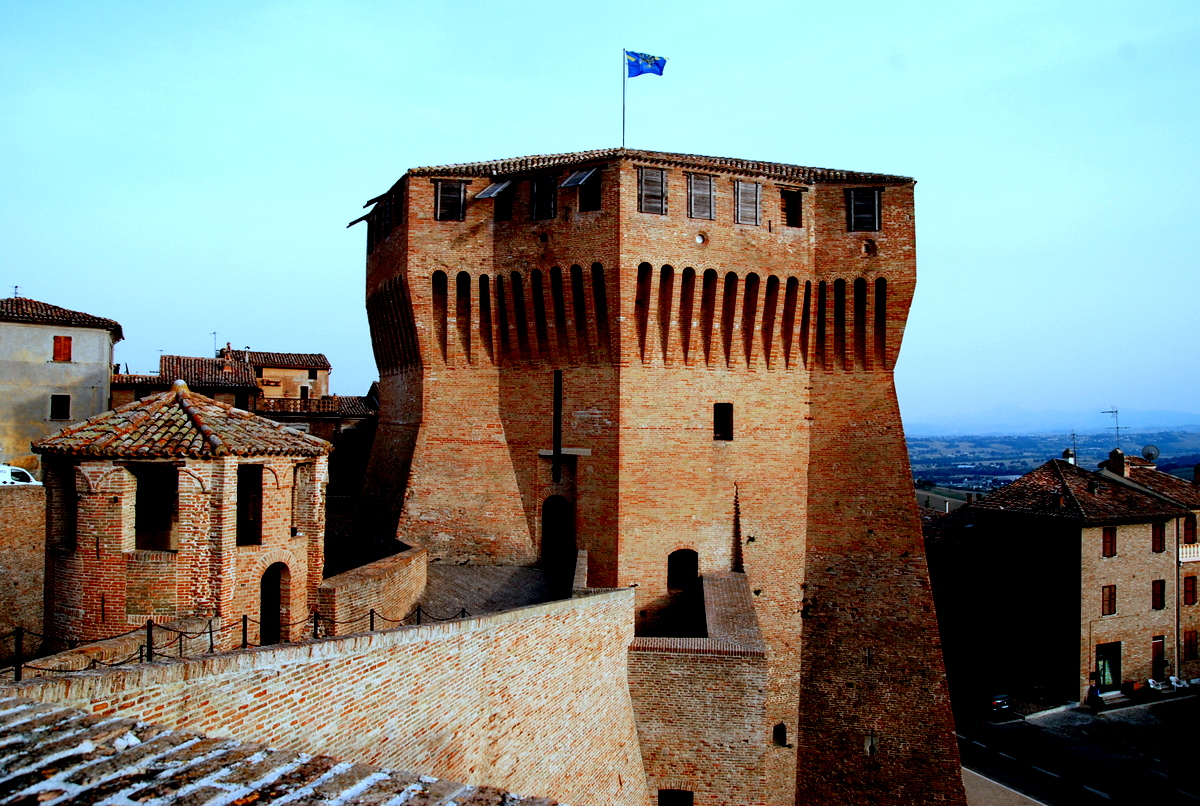
Rocca de Mondavio
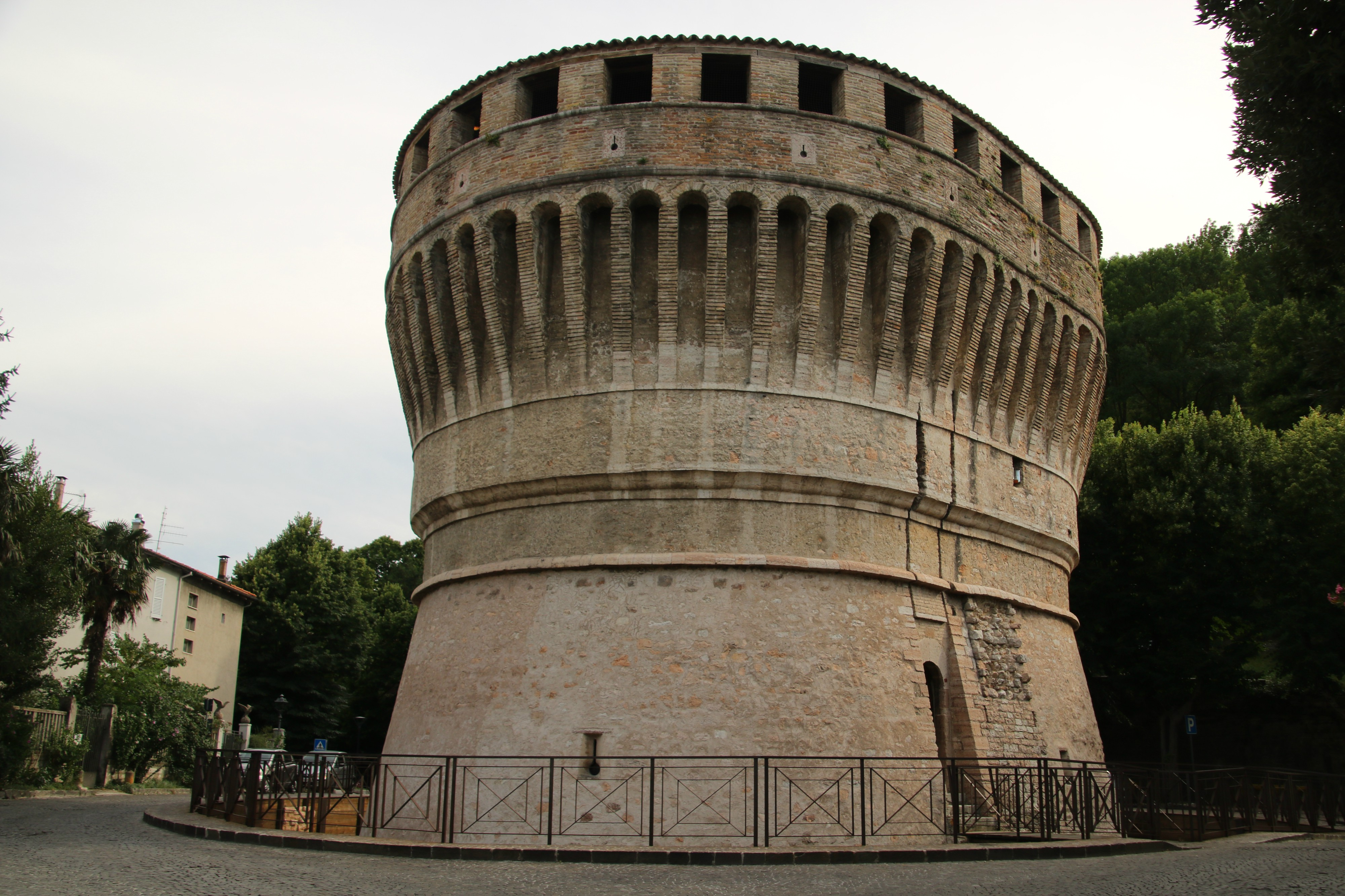
Rocca de Cagli.
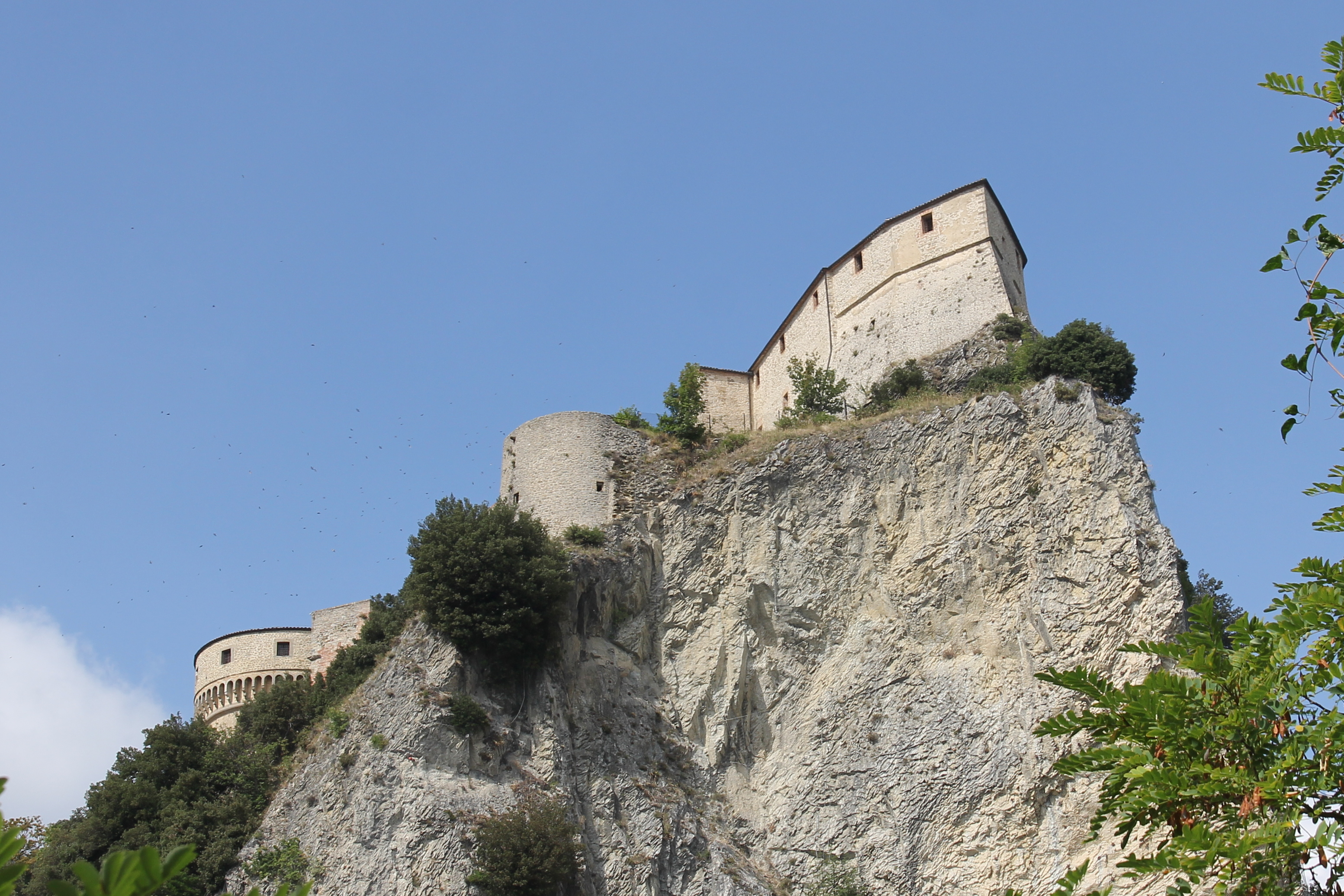
Rocca de San Leo.

### SonTraité d'architecture
Il écrit, entre 1479 et 1481, un traité d’architecture civile et militaire,,, avec un important complément graphique illustratif (Turin, Bibl. royale; une deuxième version est conservée dans le code de la Bibliothèque nationale centrale de Florence est accompagnée d’une traduction de Vitruve et d’autres dessins d’art militaire, datée de 1492.

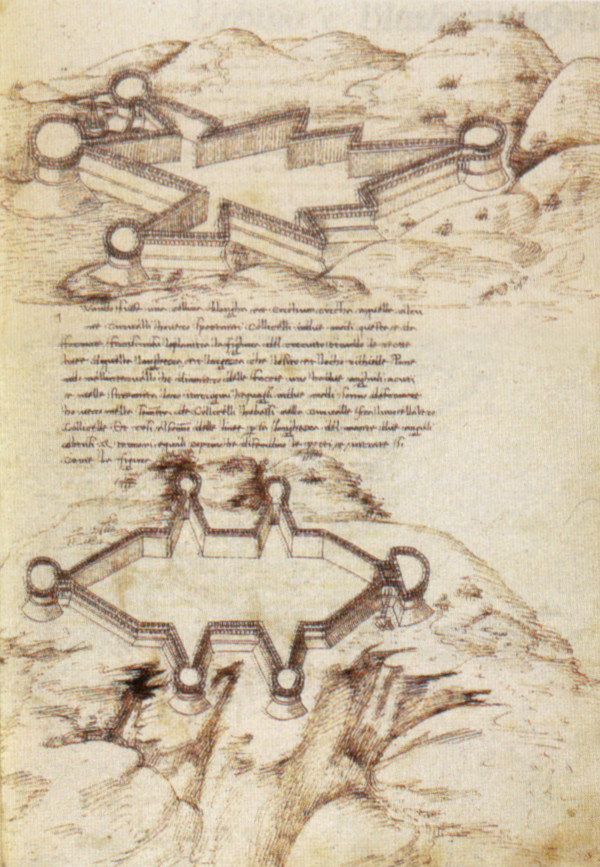
Dessin de Forteresse du Traité d’Architecture de Francesco di Giorgio Martini, cod.Magliab.II, I.141,f.58 r, Florence.
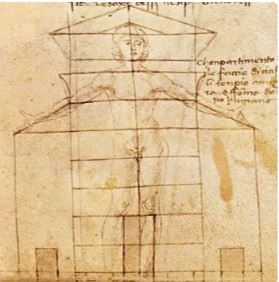
Homme vitruvien de Francesco di Giorgio Martini.
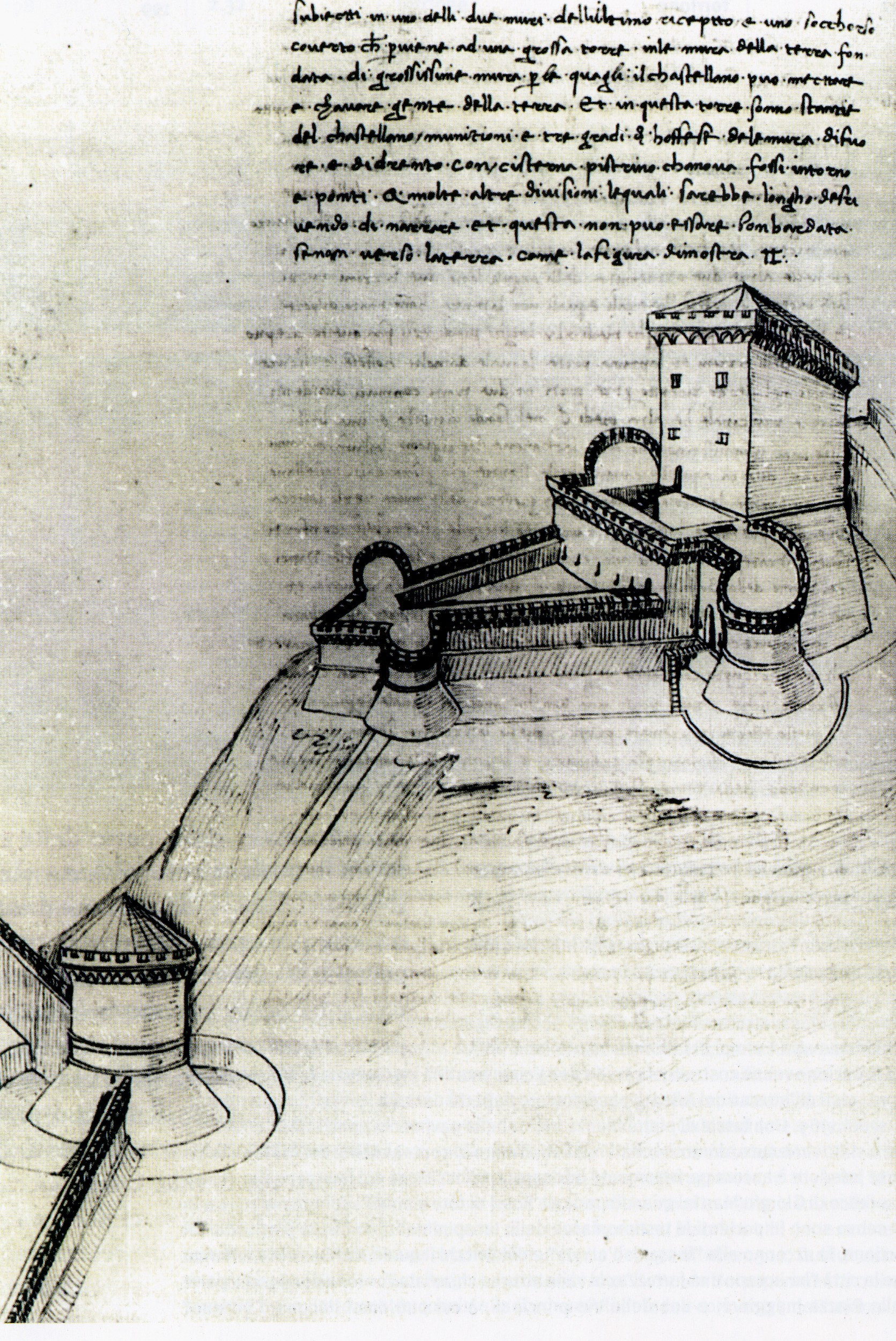
Dessin de tours et de forteresse du traité d’architecture de Francesco di Giorgio Martini.

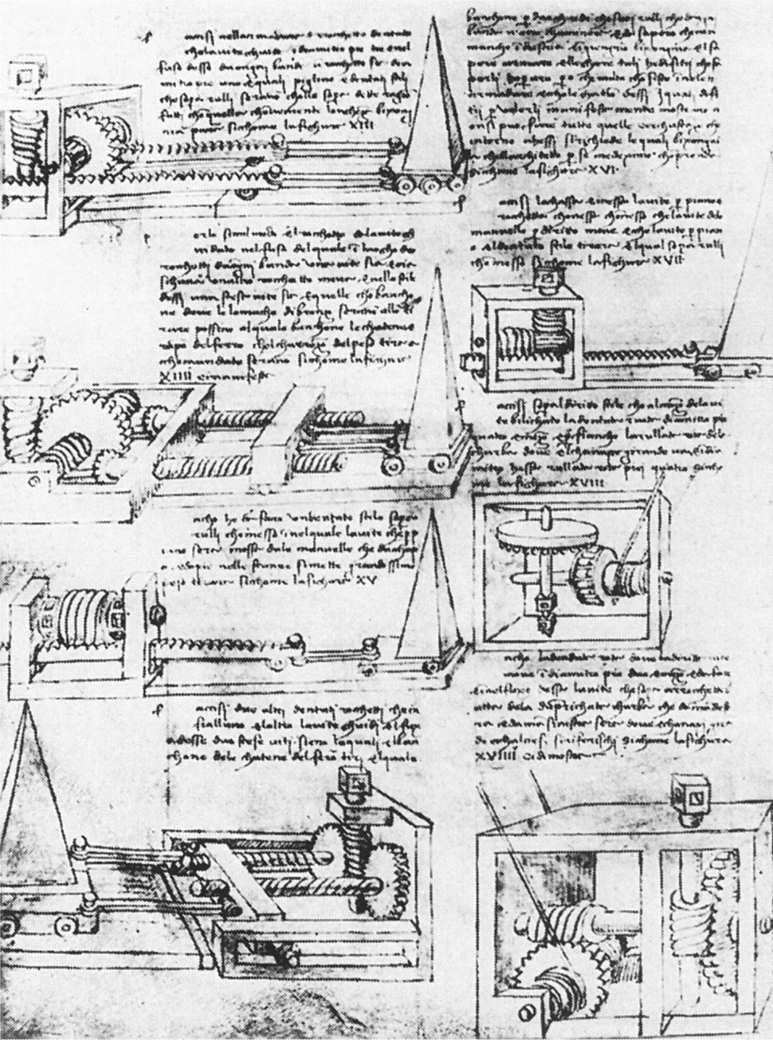
Illustrations du Traité d’Architecture de Francesco di Giorgio Martini, Bibliothèque royale de Turin, 2e moitié du XVe siècle.
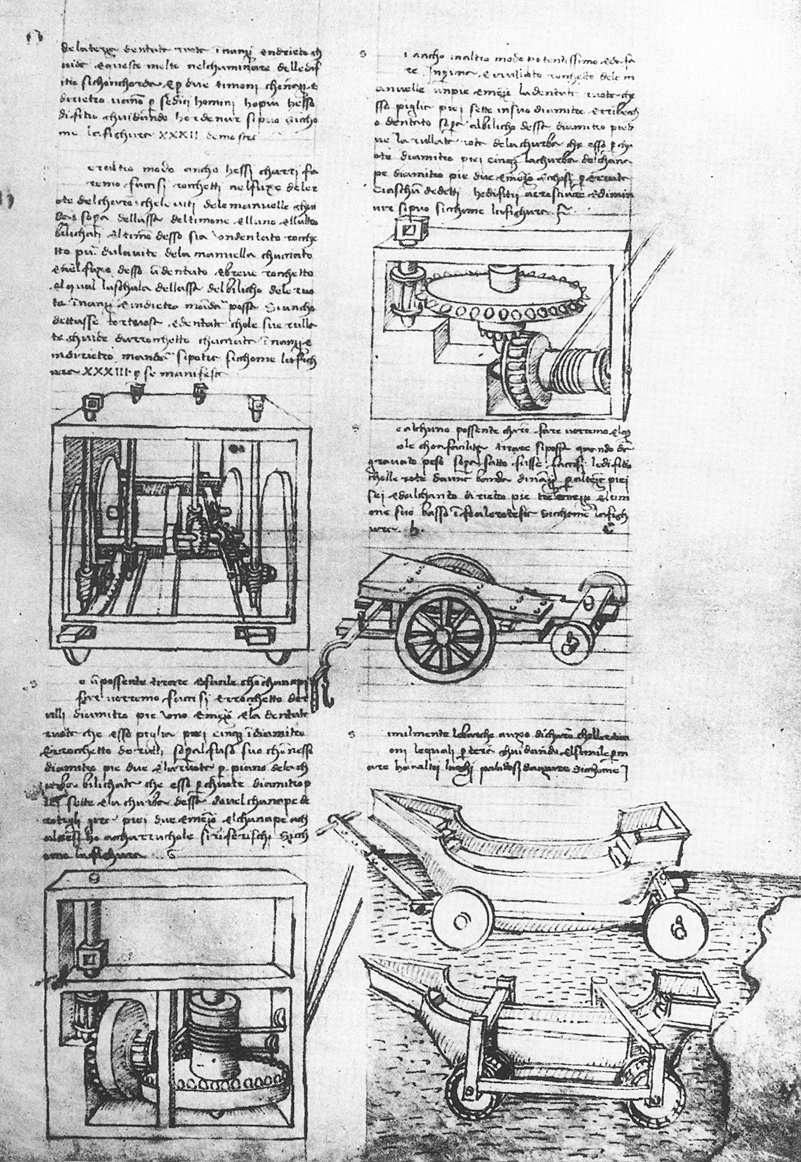
Illustrations du Traité d’Architecture de Francesco di Giorgio Martini, Bibliothèque royale de Turin, 2e moitié du XVe siècle.
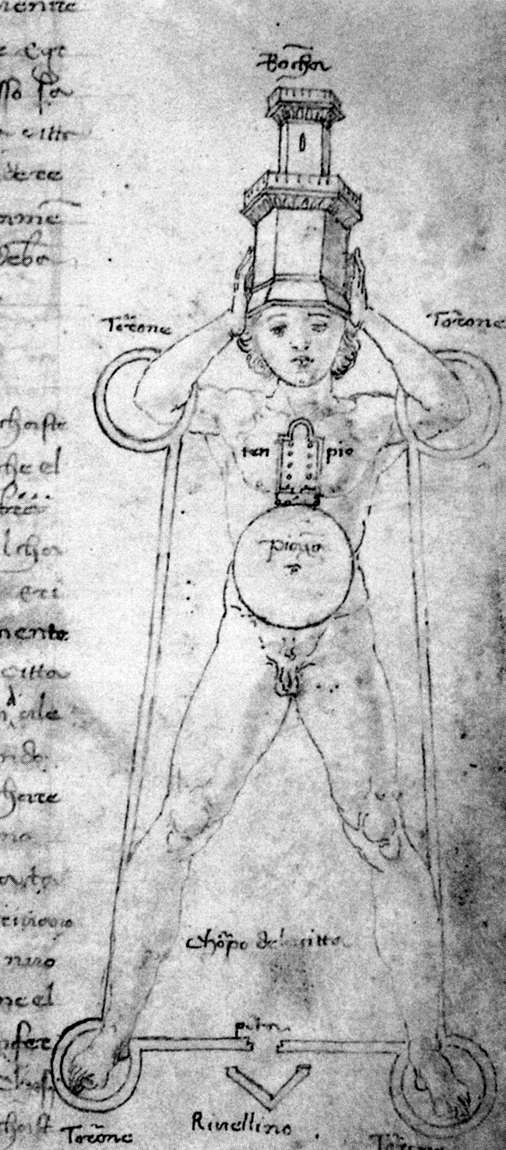
Exemple d’architecture anthropomorphe du Traité d’Architecture de Francesco di Giorgio Martini, années 1470, Bibliothèque royale de Turin.
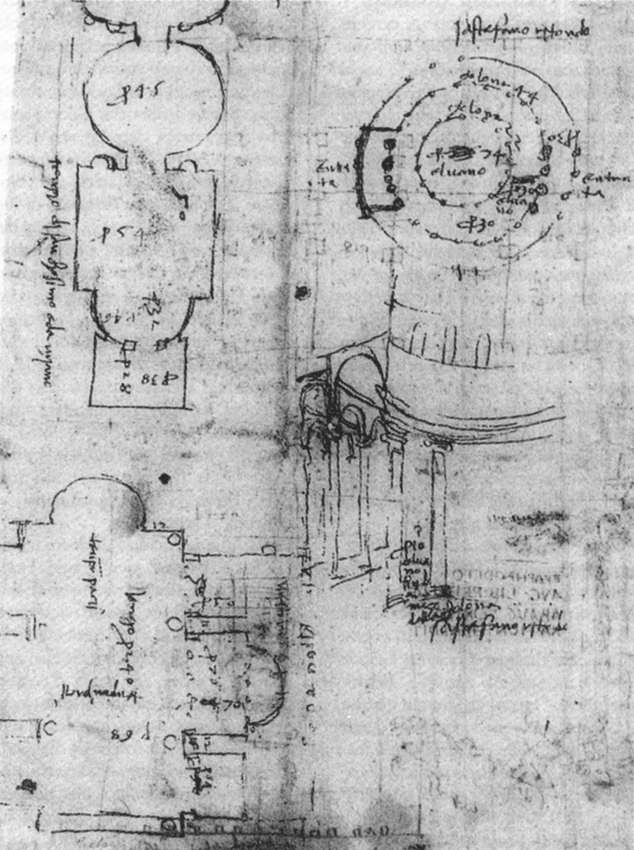
Page du Traité d’Architecture de Francesco di Giorgio Martini, Bibliothèque royale de Turin, 2e moitié du XVe siècle.
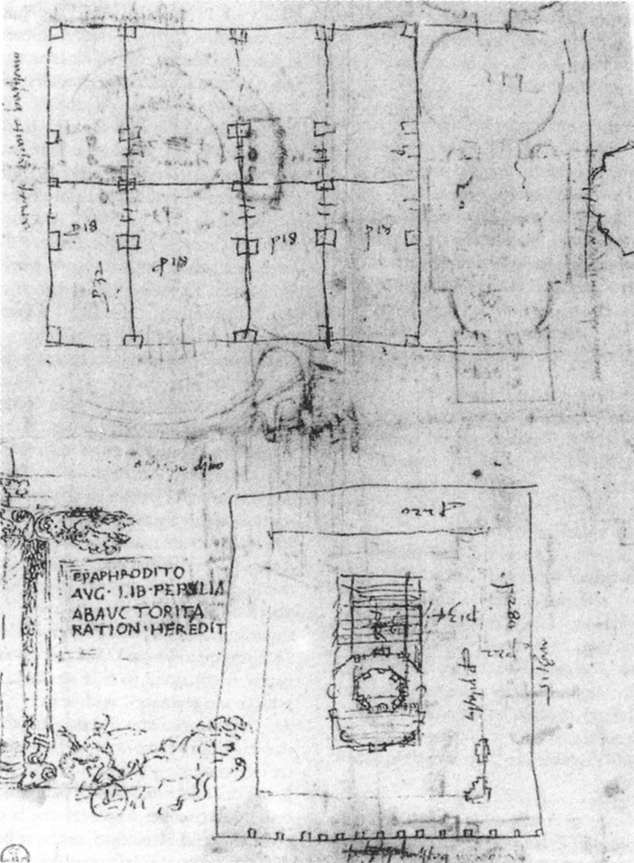
autre page du Traité d’Architecture de Francesco di Giorgio Martini, Bibliothèque royale de Turin, 2e moitié du XVe siècle.

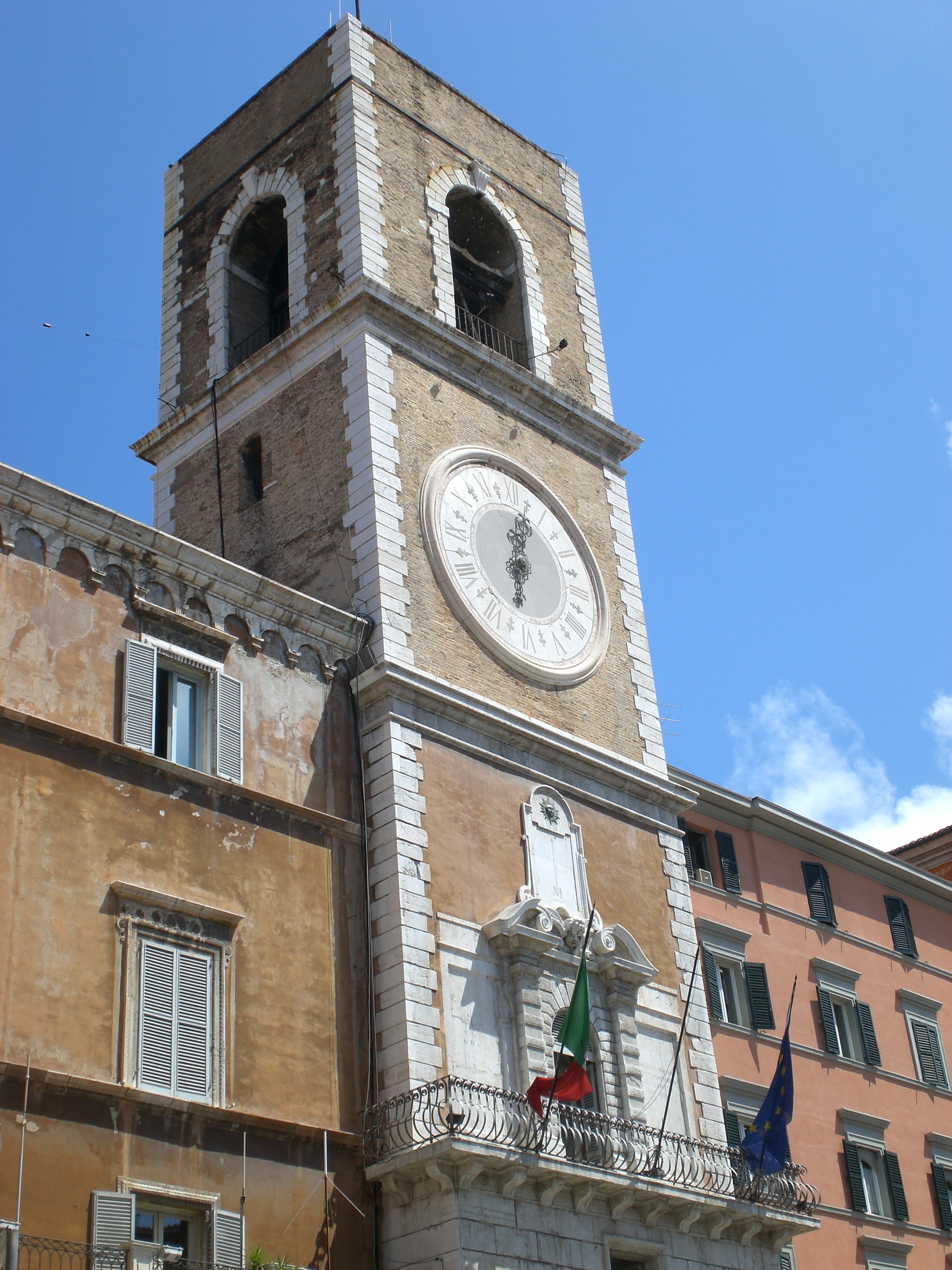
Palais du Gouvernement d’Ancône, 1484, Francesco di Giorgio Martini.

Afin de réaliser les nombreuses fortifications de châteaux du duché d'Urbino, il applique ses principes de construction : plan radial, bastions triangulaires, tours avec batteries supérieures casematées (torrione), utilisation d'explosifs, dispositifs d’attaque, dispositifs de défense.
Il édifia, au total, 136 constructions civiles et militaires pour le Duc d’Urbino Frédéric III de Montefeltro.
Après la mort du duc d'Urbino, Frédéric III, il travaille pour son gendre, Jean della Rovere, et construisit l'église Sainta Maria delle Grazie dans la localité de Calcinaio près de Cortone en 1484-1486, ainsi qu'à Gubbio, Ancône (palais du Gouvernement) et Jesi (palais de la Seigneurie).
Il revient à Sienne en 1486. Il est reconnu comme expert dans toute l'Italie où on lui demande son avis. En 1487, Casole d'Elsa, et, en 1490, Lucignano, lui demandent les plans de leurs fortifications.

En 1488, la république de Sienne lui confie des charges politiques et diplomatiques.

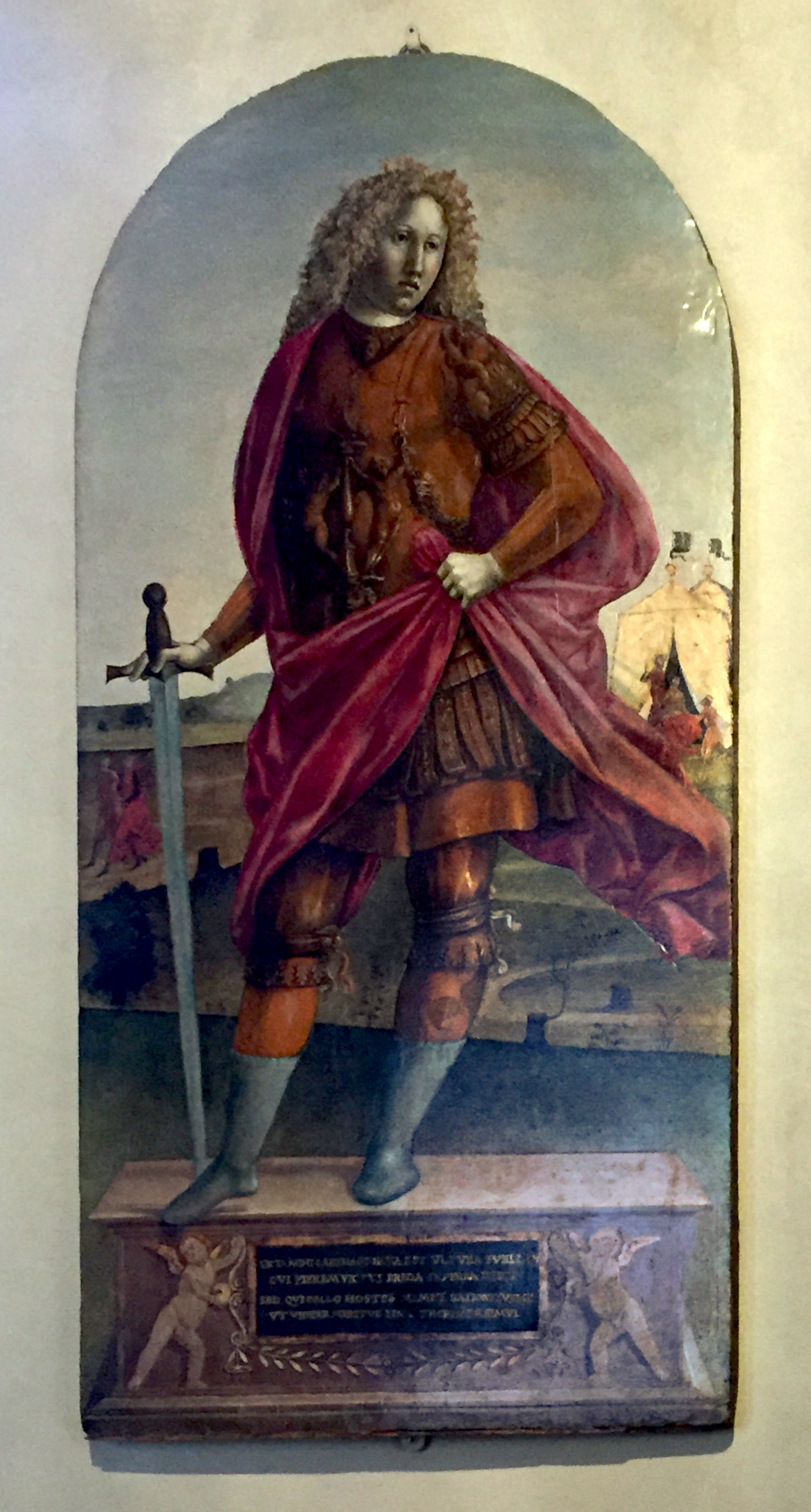
Scipion par Francesco di Giorgio Martini, Musée du Bargello, Florence, 1490.

En 1490, il rencontre Léonard de Vinci et Giovanni Antonio Amadeo à Milan à l'occasion de la consultation architecturale pour l'érection de la tour-lanterne du Dôme de Milan, commandée par Ludovic Sforza.
Il emmène avec lui Léonard de Vinci à Parme où il était appelé en consultation pour la cathédrale.
À la fin de l'année, il donne les plans de la forteresse de Campagnano di Roma à Gentil-Virginio Orsini, grand connétable du royaume de Naples.
En mai 1491, il est engagé pour inspecter les forteresses locales dans la région de Naples et pour le duché de Calabre.
Il donne les plans de détails de la façade de la cathédrale Santa Maria Assunta de Sienne dans cette période

Le 11 septembre 1492, le Conseil de la république de Sienne écrivit au duc de Calabre pour lequel travaille Francesco di Giorgio à la fortification d'Otrante pour lui demander de laisser revenir l'ingénieur par deux arguments : 
« L'un est celui des fontaines auxquelles beaucoup d'eau est venue à manquer du fait que les aqueducs n'ont pas été ramenés à leur débit normal ; l'autre est celui de nos lacs qui, l'hiver s'approchant, a besoin de certains travaux pour être en parfait état ».
En 1499, il est nommé maître-maçon de l'Œuvre du dôme de Sienne puis il est appelé dans les Marches pour des problèmes de stabilité à la coupole de la Sainte Maison de Lorette à la suite de l'achèvement de son édification par Giuliano da Sangallo au printemps de l’année 1500.
Il meurt deux ans plus tard à Sienne le 20 novembre 1501.

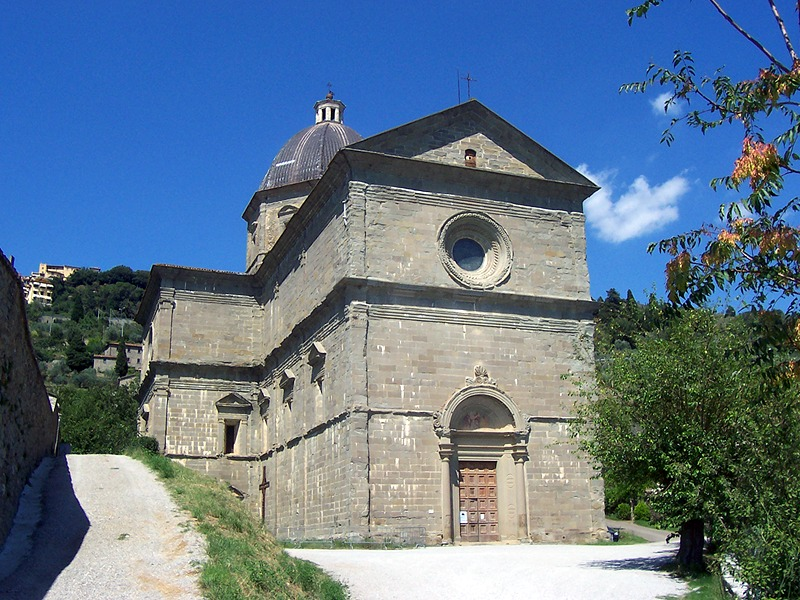
Église Santa Maria delle Grazie de Calcinaio à Cortona.
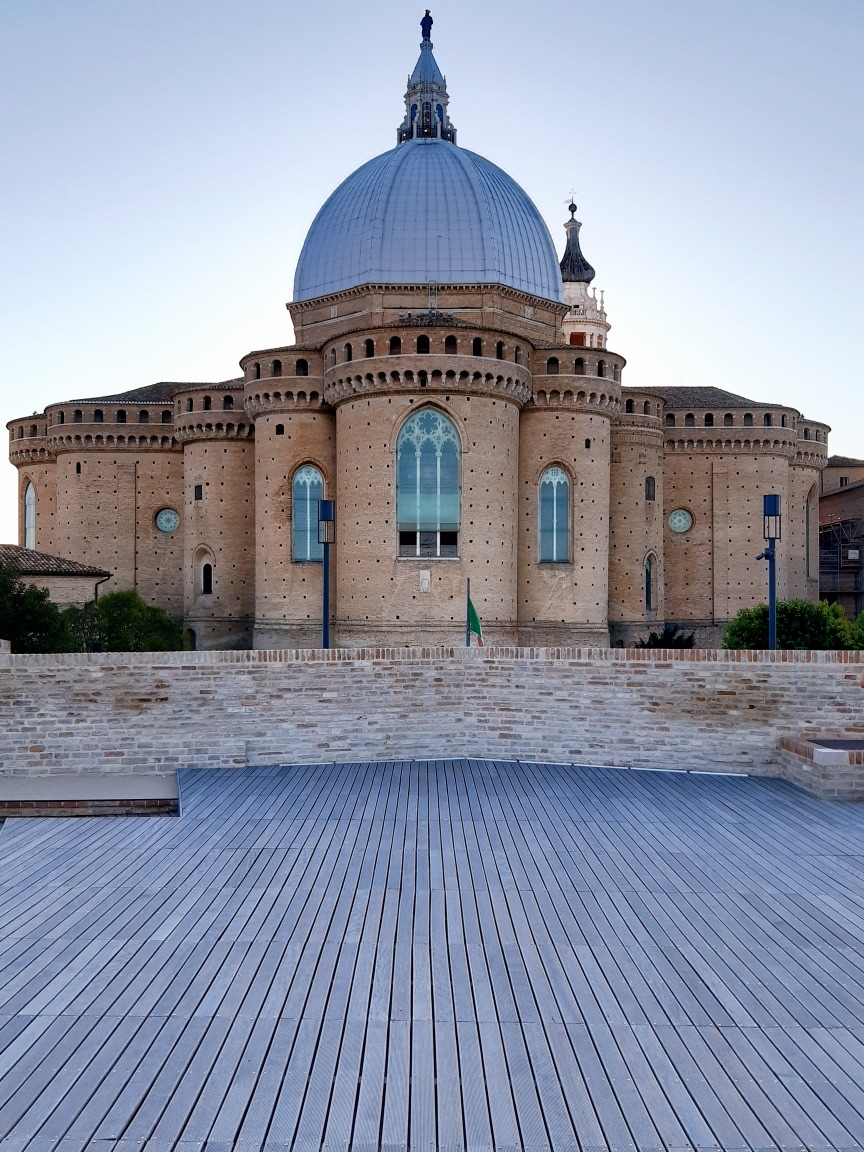
Coupole de la Sainte Maison de Lorette (achevée un an et demi avant la mort de Francesco di Giorgio Martini).
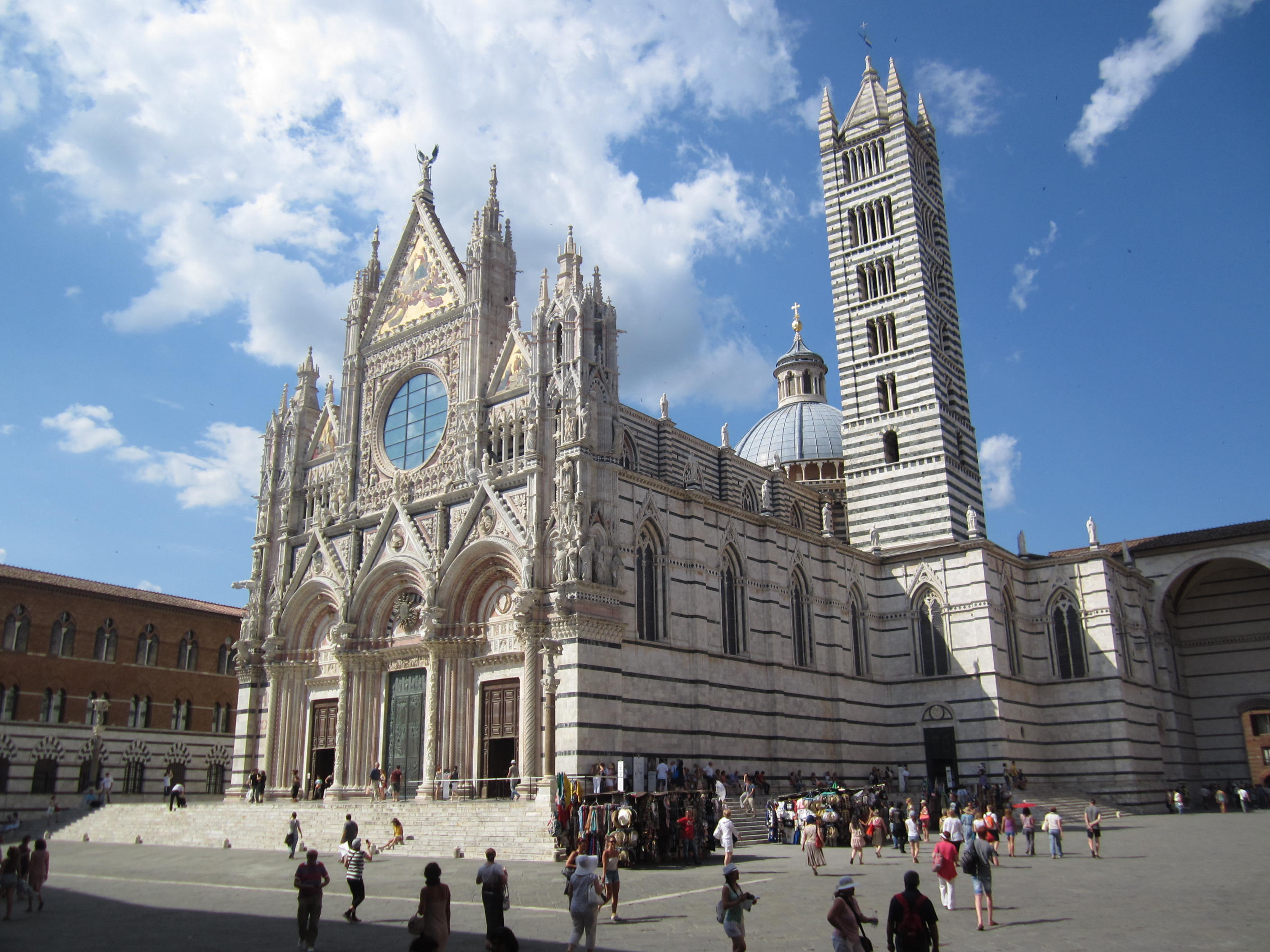
Dôme de Sienne.

## Œuvres
En plus de son travail d'architecte et d'ingénieur militaire, l'artiste est connu par son traité d'architecture civile et militaire écrit pendant son séjour à la cour du duché de Urbino.

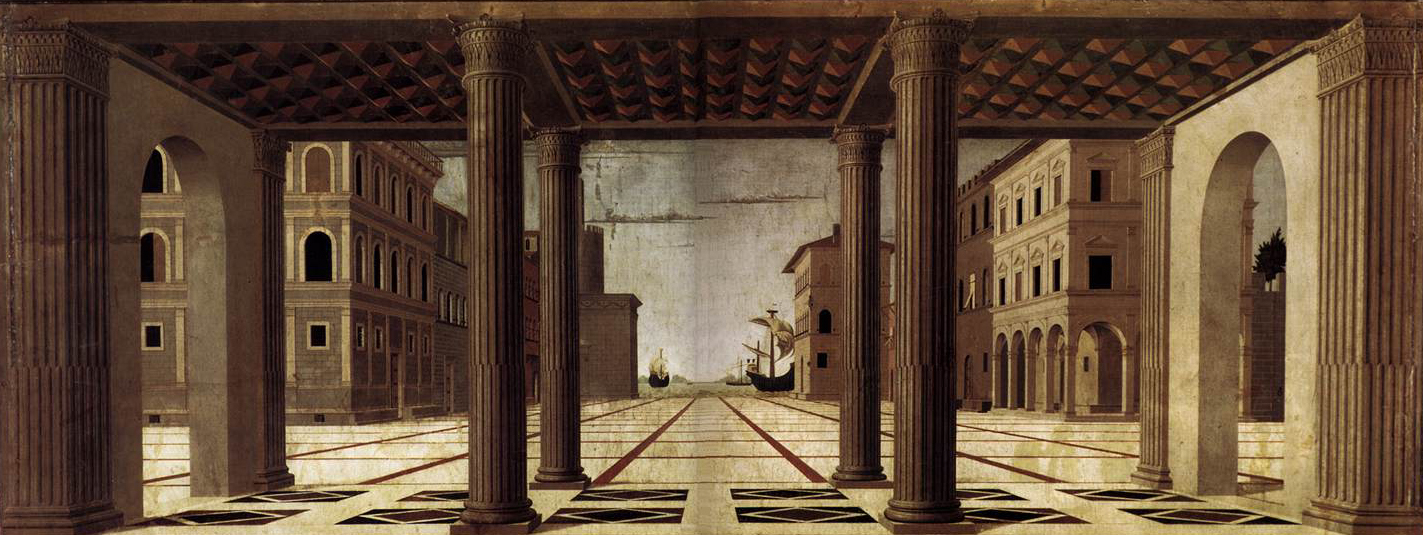
La Cité idéale (panneau de Berlin) (attribution incertaine).

En fait, Francesco di Giorgio Martini avait déjà commencé, pendant ses années siennoise, une étude théorique des machines et d'architecture militaire et les résultats sont rassemblés dans deux manuscrits peut-être préparés pour être présentés au Duc d'Urbin :
- Le Codicetto[11] de la Bibliothèque Apostolique Vaticane, qui contient de nombreux dessins de machines, principalement tirés des dessins de Taccola.
- L'Opusculum de architectura[12], une collection de dessins, aujourd'hui au British Museum.

## Contexte général dans l’écriture du Traité d’Architecture de Francesco di Giorgio Martini
À Urbino, dans une cour d'une culture avancée, où s'est développé un humanisme mathématique et s’est élaboré les principes de ce que l’on nomme aujourd’hui la Renaissance dite géométrique, il y a été formé à l'œuvre de Leon Battista Alberti qui lui aurait inspiré la perspective urbinate de la Cité idéale, dans les années 1470.
Vers 1480, un habitué de la cour d'Urbino, Piero della Francesca, a rédigé à la demande du Duc un traité en trois livres De prospectiva pingendi (« De la Perspective en peinture »), l'« optique des peintres » où se trouvent des propositions géométriques et de constructions graphiques.
Il avait rencontré Leon Battista Alberti à Urbino, vers 1465.
Sa recherche s'est étendue à l'étude de l'Antiquité, de la Langue latine et de Vitruve.
Une traduction partielle du De architectura se trouve dans le codex Magliabecchiano 141 de la Bibliothèque nationale centrale de Florence. Un autre manuscrit autographe, appelé codex Zichy, contient un aperçu d'un traité formé à partir d'une interprétation du traité de Vitruve.
Son « Traité » est une recherche constante, recueillies dans divers manuscrits, dans plusieurs brouillons, mais qu'on peut regrouper en deux parties :
- Traité I, concernant l'architecture, des machines, des écluses, des barrages, des aqueducs souterrains et de l'art militaire, datant probablement de la période 1478-1481: Le manuscrit Ashburnham no 361 (Bibliothèque Laurentienne)[14] et le codex Saluzziano no 148 (Bibliothèque royale de Turin)[15]. Le manuscrit Ashburnham est incomplet et contient essentiellement la partie mécanique du traité, mais son intérêt vient de ce qu'il a été annoté par Léonard de Vinci.
- Traité II, sur l'architecture et l'art militaire, qui remonte probablement aux années 1490, avec le Codex Senese S.IV.4 de la Bibliothèque municipale de Sienne et le Codex Magliabechiano II.I.141 de la Bibliothèque nationale de Florence. Il est divisé en sept livres :

Livre I : les éléments de base (terrains à bâtir, eau, vent, matériaux),
Livre II : le logement, de la simple maison jusqu'au palais,
Livre III : les places fortes et les villes,
Livre IV : les temples et les églises,
Livre V : les forteresses,
Livre VI : les ports,
Livre VII : les engins de transport, les pompes et les moulins.
Le traité de Francesco di Giorgio Martini a dû être inspiré par le traité d'architecture d'Alberti, De re aedificatoria, composé de dix livres, qui apparaît en 1452 mais ne fut publié qu'en 1485.
Alberti avait d'abord voulu écrire un texte rationalisant et expliquant le De architectura de Vitruve pour donner la maîtrise des règles anciennes aux architectes.
Il avait aussi souhaité écrire un traité complet de la science de l'ingénieur mais il manque les «engins du port, moulins, réservoirs de grains et autres aisances qui nonobstant qu'elles soient de petite estime font toutefois des profits» qui sont cités dans la préface.
Ce traité est d'ailleurs plus un traité d'urbanisme qu'un traité d'architecture ou de la technique architecturale. Alberti se montre dans son traité plus philosophe que technicien.
Alberti adhérait au principe vitruvien d'une architecture soumise dans tous ses éléments à une règle de proportionnalité constante mais il l'a repensée et amplifiée avec ses propres idées.

### Génie défensif
.
.

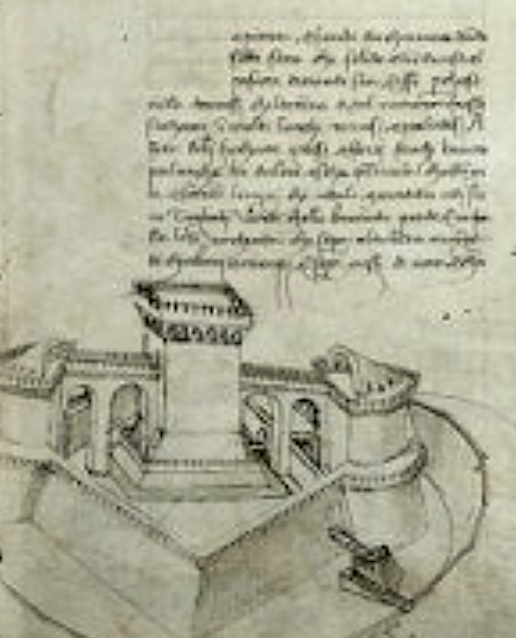
Dessin d’une Rocca, Francesco di Giorgio Martini, vers 1470

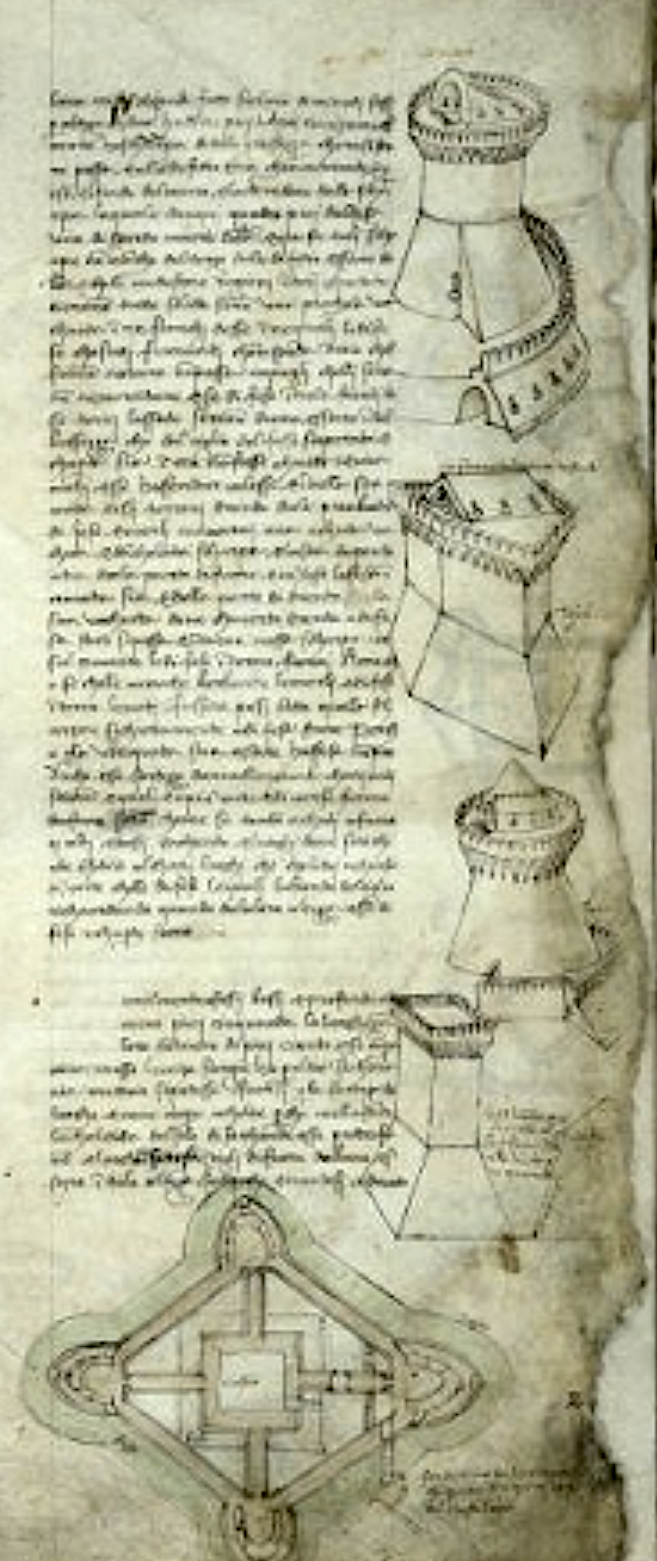
"Variations rocchesques » de Francesco di Giorgio Martini (même page des carnets)

Dans l'œuvre de Francesco di Giorgio Martini, son sujet de recherche majeur concerne la fortification.
L'architecture militaire marque une évolution dû à l'apparition d'idées nouvelles et répond au souci pressant des autorités de préserver le littoral adriatique de la menace ottomane et des massacres futurs du sultan Mehmed II.
Les forteresses de Francesco di Giorgio n'ont plus l'aspect médiéval mais pas encore un aspect moderne. Elles conservent des murailles à mâchicoulis, des tours à créneaux, des donjons rappelant les châteaux du Moyen Âge.
La modernité vient d'un abaissement relatif des murailles et l'apparition de la tenaille entre des bastions.
Le traité donne des dessins de citadelles triangulaires, pentagonales, hexagonales rhomboïdales, etc.
L'artillerie représentée demeure traditionnelle.
Ces forteresses ont influencé les frères Antonio et Giuliano da Sangallo ainsi que Léonard de Vinci. C'est la facilité avec laquelle l'armée française avec son artillerie va prendre des forteresses pendant la première guerre d'Italie qui va entraîner une transformation de la fortification.
Il aborde l'urbanisme avec une optique réaliste et est soucieux des qualités défensives des plans qu'il dessine.
Ses villes ont une forme circulaire ou octogonale, délimitée par une enceinte renforcée par des tours. Les plans sont radioconcentriques ou en damiers, organisés autour d'une place centrale dominée par le palais seigneurial.
Le corpus théorique de Martini est vaste et varié, et inclut une « œuvre d'architecture » dédiée à Alphonse, duc de Calabre.
Comme Alberti, il a écrit des pages sur les matériaux de construction dans lesquels il donne des appréciations sur les pierres d'un grand nombre de carrières. Il s'est également intéressé aux charpentes et aux assemblages de bois.

### Génie mécanique

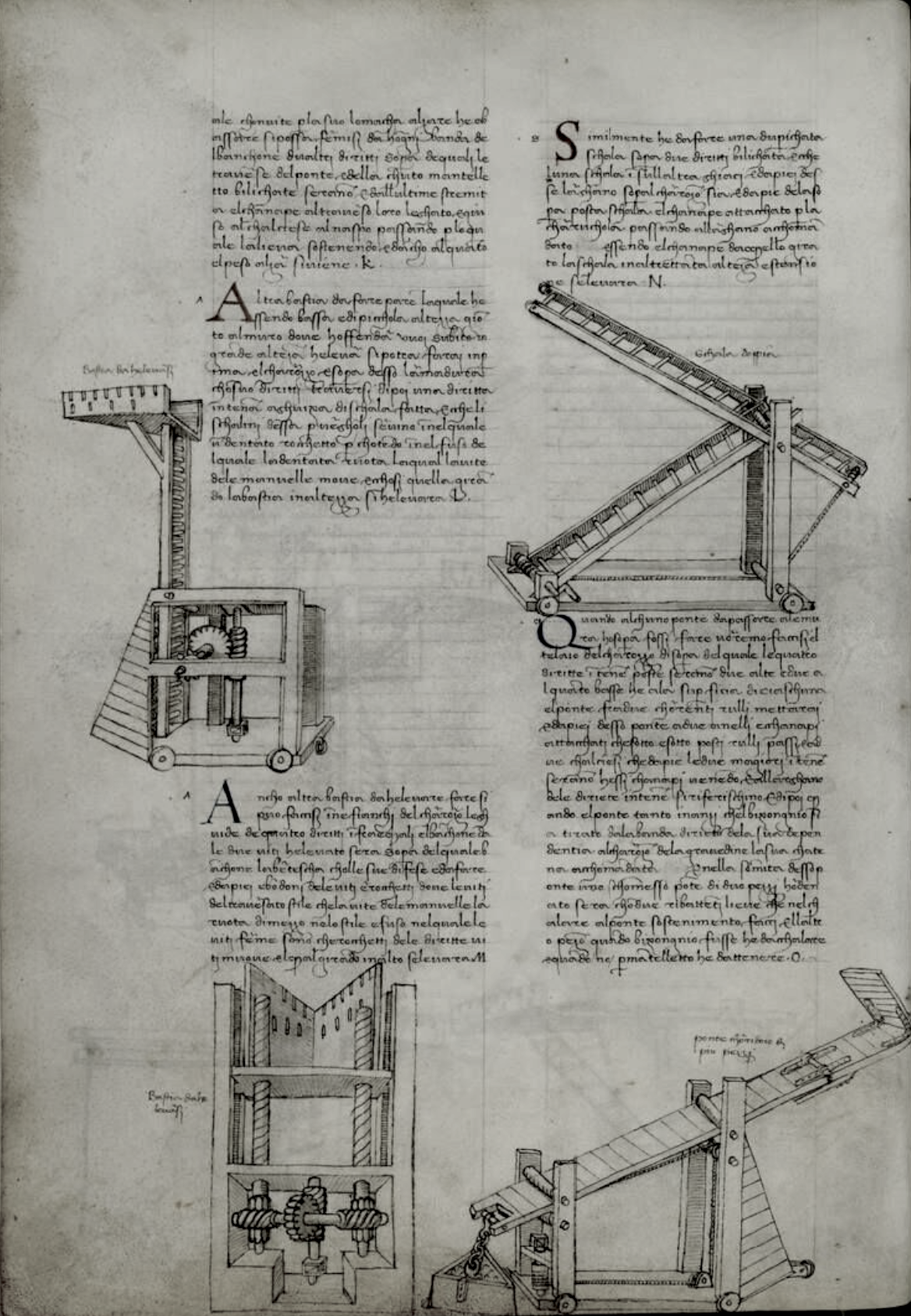
Machines de Francesco di Giorgio Martini.

La partie la plus originale concerne son œuvre de mécanicien. Il utilise toujours les mêmes sources d'énergie, humaine, animale, vent et hydraulique.
Il s'intéresse à l'eau courante comme source d'énergie avec la forme des aubes des moulins, aux conduites forcées, il représente une turbine hydraulique.
Il dessine des mécanismes de transmission et de transformation des mouvements, reprend des solutions déjà connues comme les engrenages, le système bielle-manivelle, les systèmes à vis, vis sans fin, tige filetée, les systèmes à crémaillère mais il les combine pour arriver à des résultats qui à son époque surprennent.
Il présente des pompes aspirantes et foulantes, une scie hydraulique, une automobile avec des roues mues par des engrenages, des soufflets actionnés par l'énergie hydraulique, des machines pour déplacer des charges lourdes, des moutons.

### Son carnet d'ingénieur

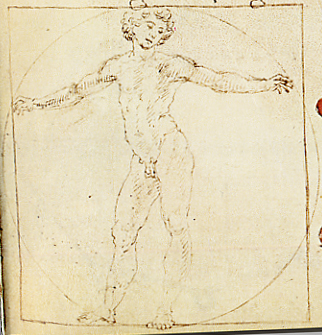
Figure proportionnelle Vitruvienne.

Moins célèbre que Léonard de Vinci, qu'il a eu pour élève sur certains de ses chantiers dont notamment le Dôme de Milan, Francesco di Giorgio Martini a également laissé moins d'écrits, sans doute du fait de ses nombreuses commandes.
Mais son carnet d'ingénieur est un modèle du genre, notamment du fait de la qualité de son trait et de la rigueur dans l’écriture de ses pages.
Il aurait beaucoup inspiré Léonard de Vinci dont certaines de ses œuvres lui ont été attribuées abusivement comme le montre l'examen des pages de ce carnet (nombreux dessins de machines tels que le système bielle-manivelle avec le régulateur à boules ou encore la scie hydraulique ou même d'homme volant ou de véhicule automobile) montre clairement un style qui ne peut être attribué exclusivement à Léonard (pages manuscrites illustrées de dessins de machines).
Au Musée de l'Histoire de la science de Florence sont conservés un très grand nombre de ses croquis  dont (entre autres) :
- Trabocco a martello (marteau-pilon)
- Macchina per sollevare colonne (machine pour soulever des colonnes)
- Volani a sfere facilitano un movimento manovella-biella (volant pour mouvement bielle-manivelle)
- Girandola per difesa delle mura (girandole pour la défense des murailles)
- Piattaforma galleggiante per l’artiglieria (plate-forme pour batterie d'artillerie)
- Petardo a testa tripla e balista (fusée à triple tête)
- Pompa a bilanciere contrappesata (pompe à balancier)
- Due mulini azionati da animali (Usage de la force animalière)

- Mulino a vento e ad acqua (moulins à eau et à vent)
- Mulino a vento orientabile (moulin à vent orientable)
- Filtro di depurazione dell’acqua a tre scomparti per fonte (Filtre à trois compartiments)

### Architecture anthropomorphique
Francesco di Giorgio s'inspire, également avant Léonard, de l'homo bene figuratus de Vitruve quand il propose d'inscrire les proportions de la tête humaine dans la structure du chapiteau architectural ou le corps dans le plan de l'église dans le principe d'architecture anthropomorphique ou dans un cercle de proportions :

« Jamais un bâtiment ne pourra être bien ordonné […] si toutes les parties ne sont, les unes par rapport aux autres, comme le sont celles du corps d'un homme bien formé. »

— De architectura, III, 1 : Etude de proportions d'une basilique par rapport au corps humain, Bibliothèque Nationale, Florence.

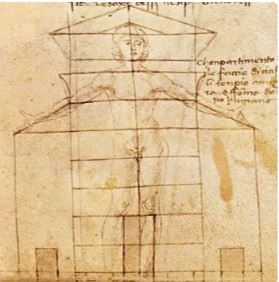
Homme de Vitruve de Francesco di Giorgio Martini.
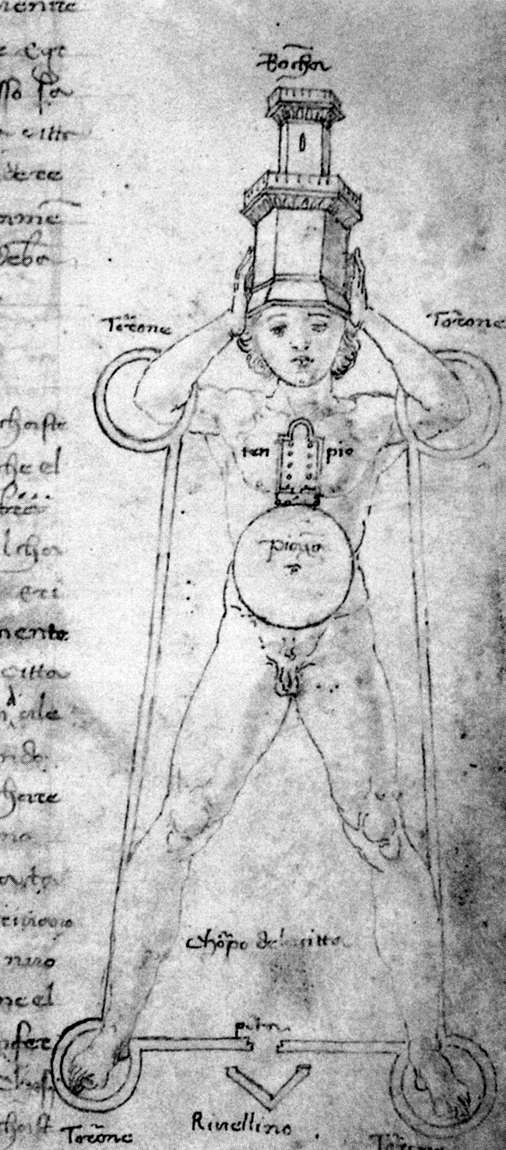
Illustration du traité d’architecture de Francesco di Giorgio Martini.
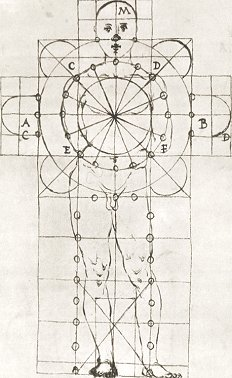
Proportions de l’architecture religieuse au regard du corps humain.

### Architecture civile
- Palais Ducal d'Urbino
- Palazzo della Signoria de Jesi (Province d'Ancône) (1486-1498)
- Palais Ducal d'Urbania (ou Baccio Pontelli)
- Palazzo degli Anziani à Ancone (1493), projet réalisé par Michele di Giovanni et son fils Alvise
- Palais communal de Mercatello sul Metauro (1474)
- Villa A Le Volte à Sienne

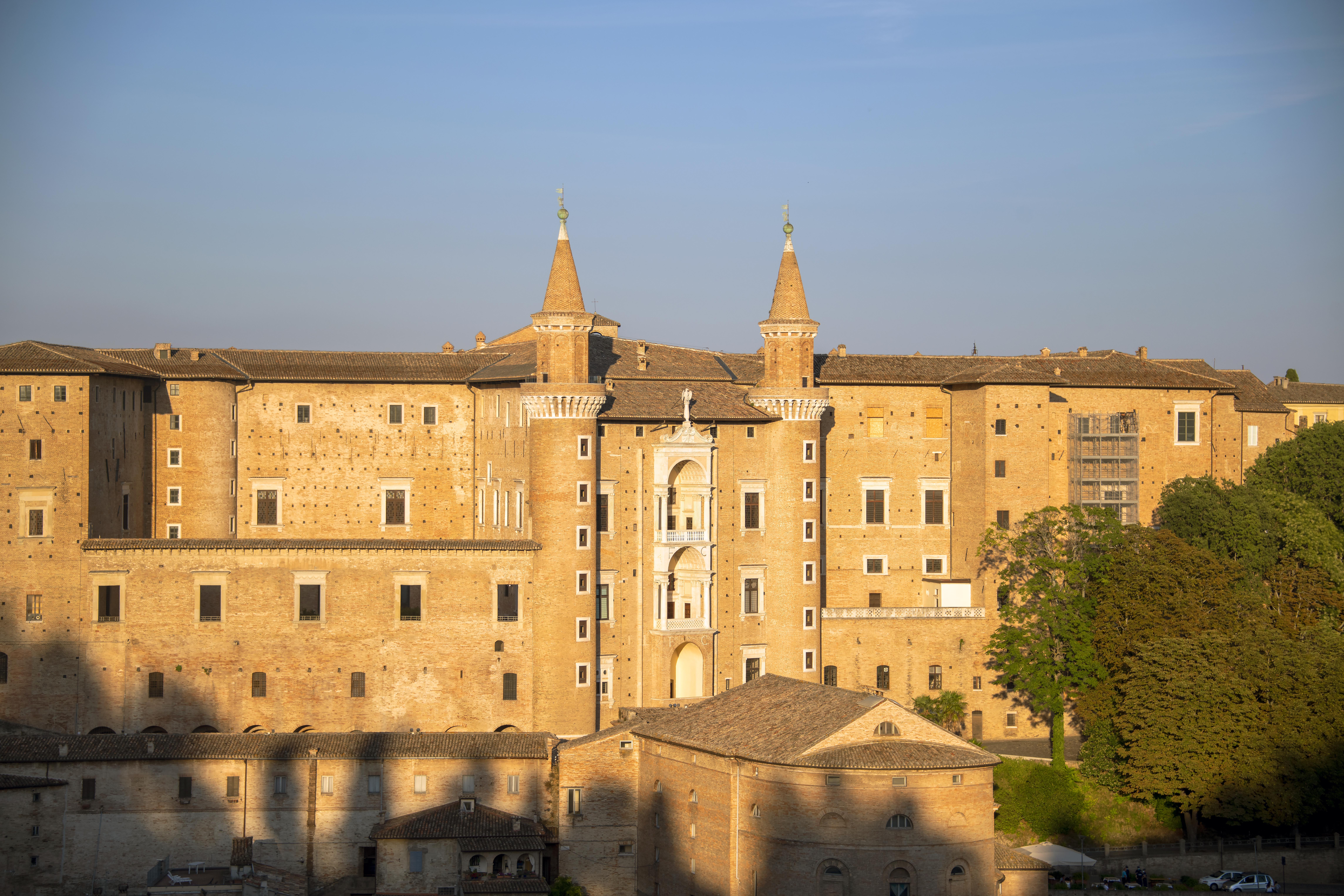
Palais Ducal d'Urbino.
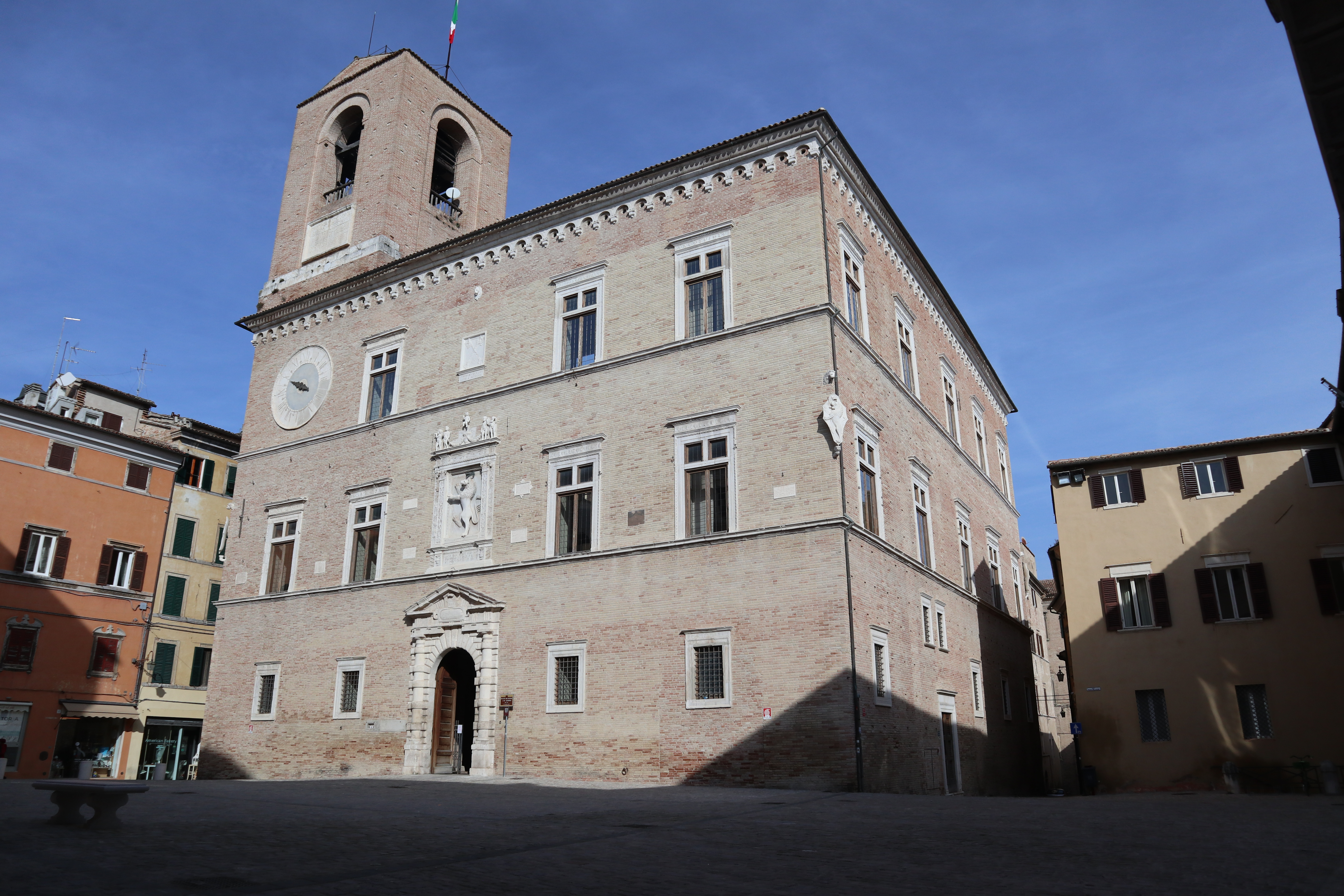
Palais de la Seigneurie de Jesi.
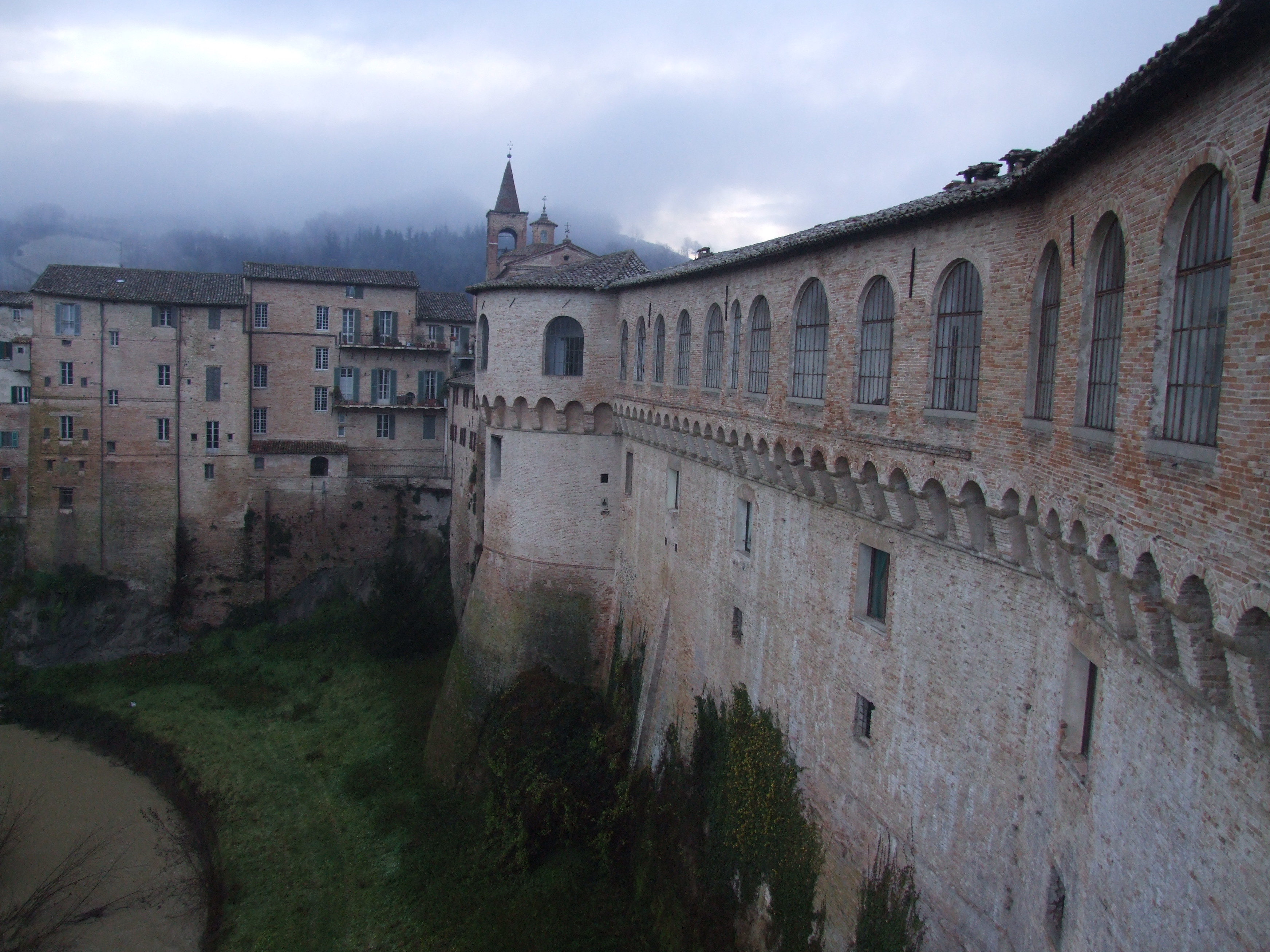
Palais Ducal d'Urbania.
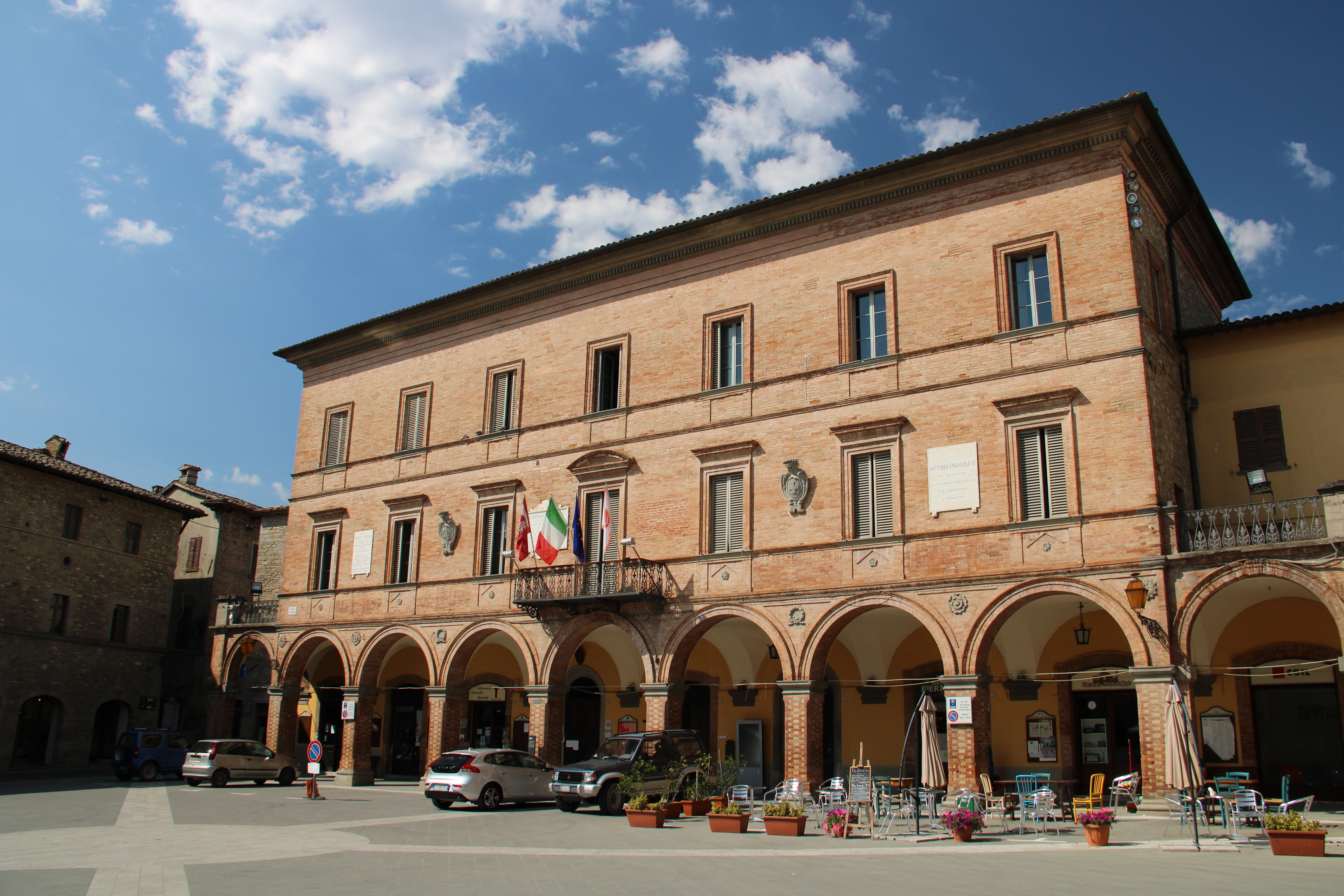
Palais communal de Mercatello sul Metauro.
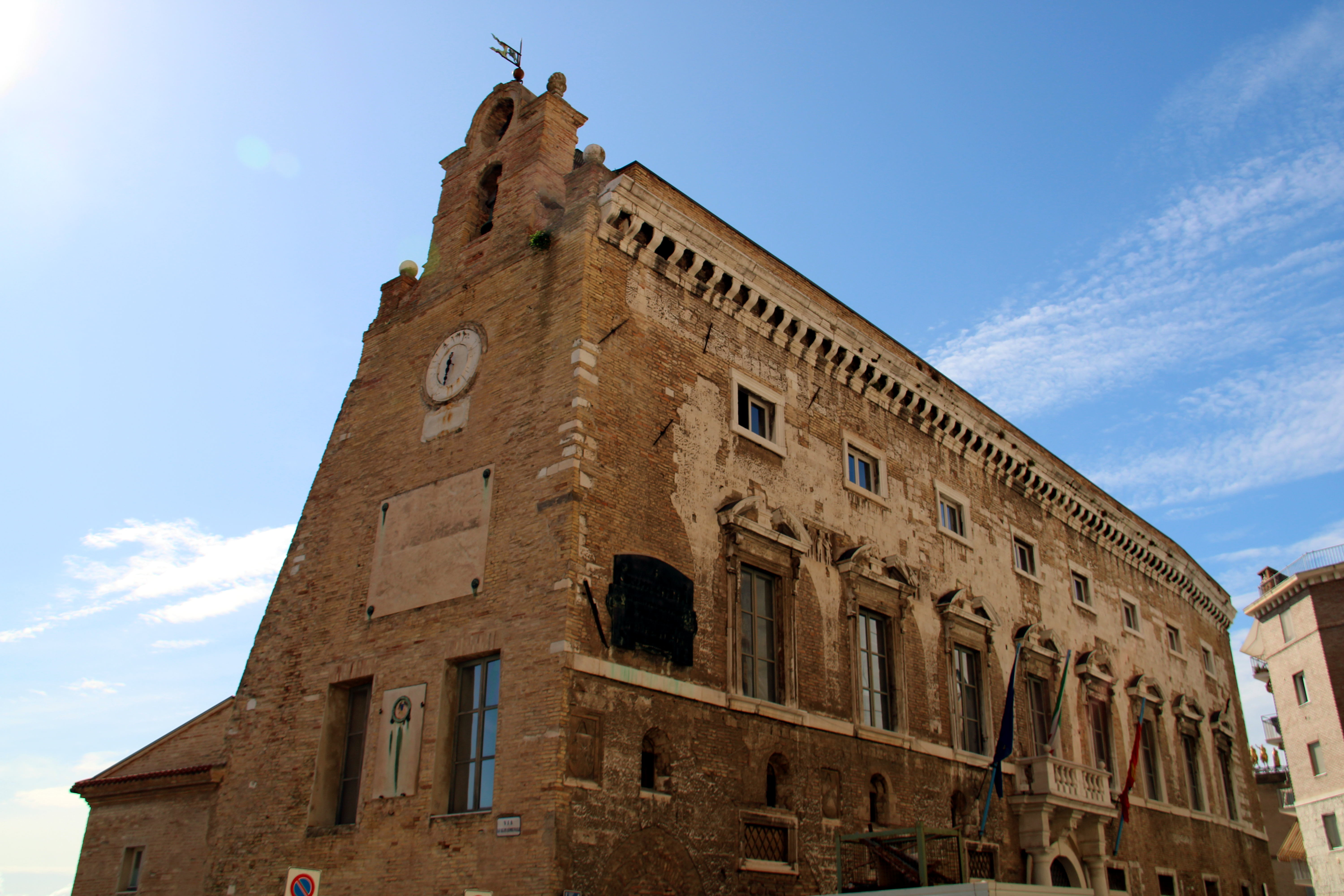
Palais des Anciens, à Ancône.

### Architecture religieuse
- Chiesa di San Bernardino à Urbino
- Monastero di Santa Chiara d'Urbino
- Chiesa di Santa Maria delle Grazie al Calcinaio à Cortone
- Chiesa di San Sebastiano in Valle Piatta à Sienne

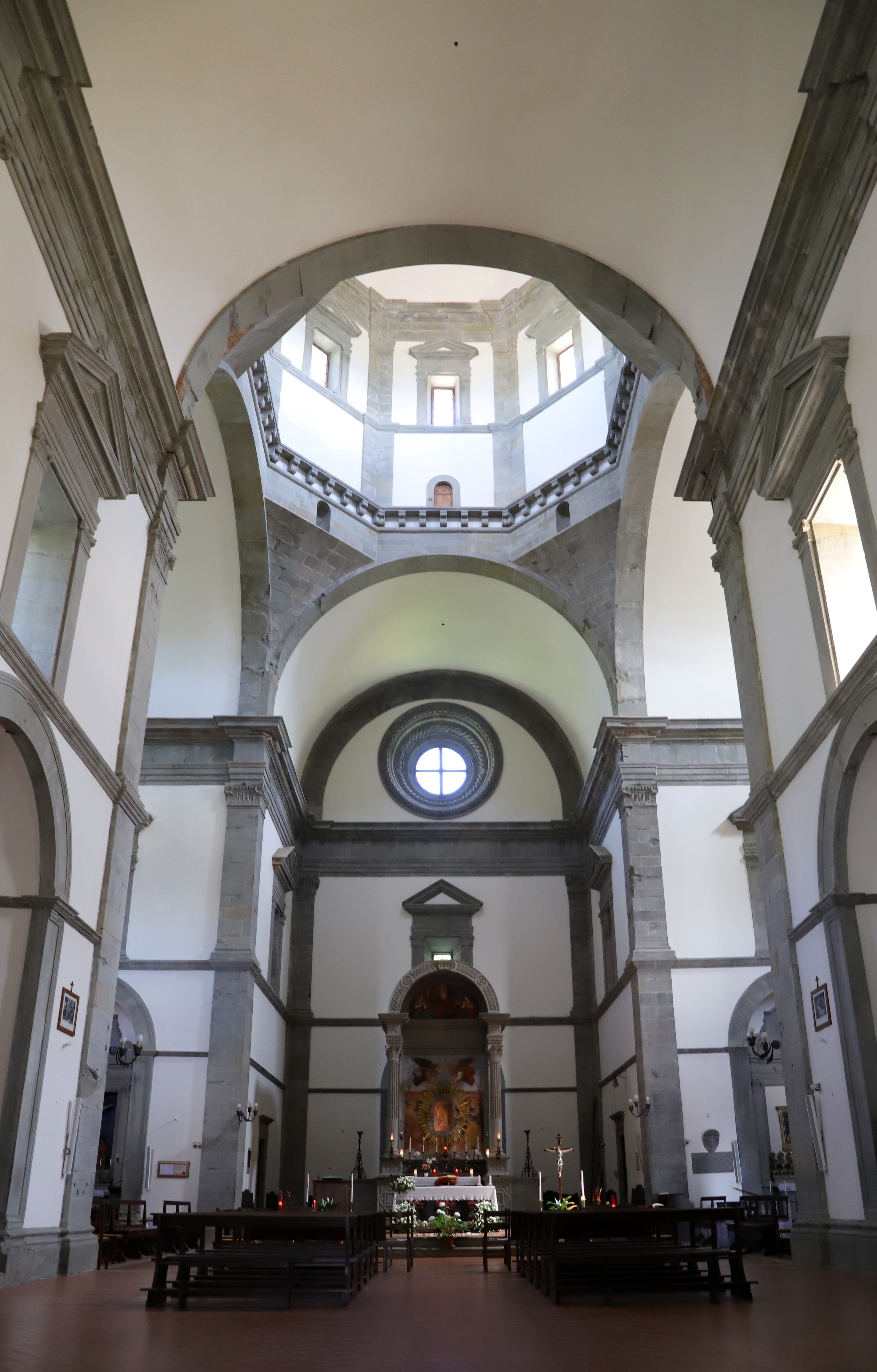
Santa Maria delle Grazie al Calcinaio.

### Peinture

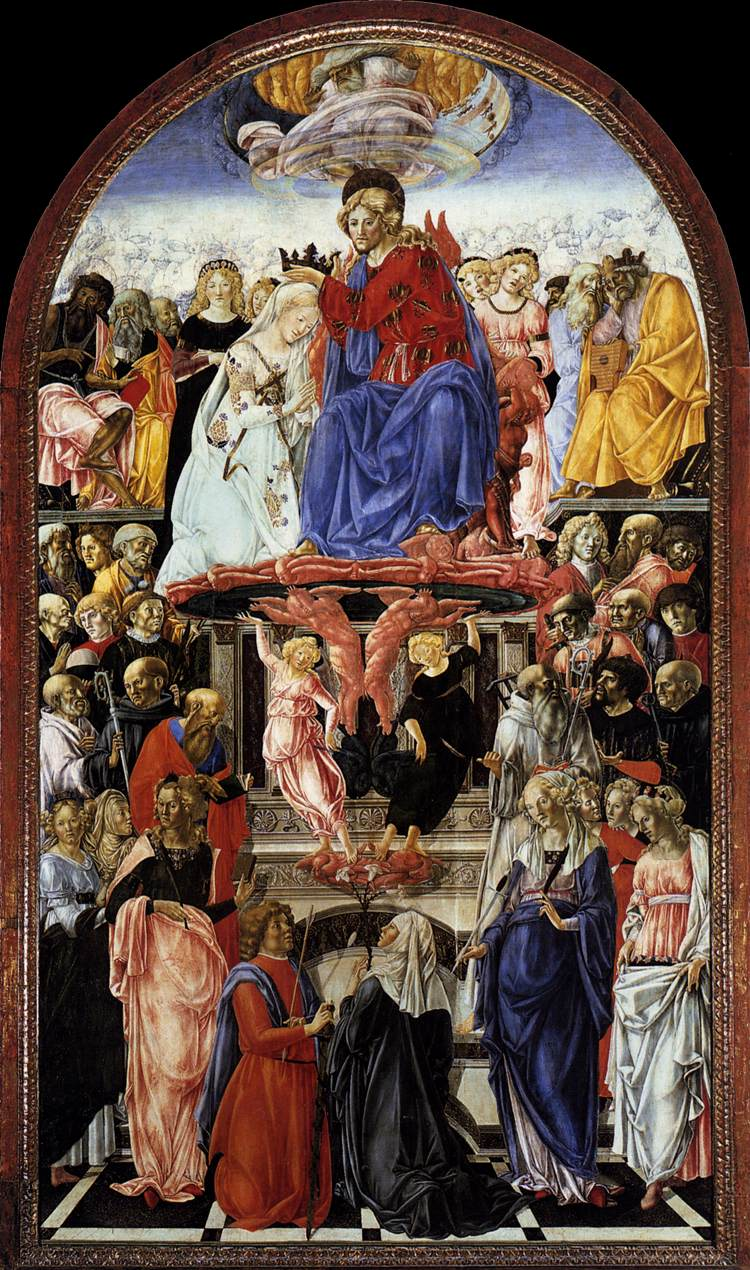
Couronnement de la Vierge, Francesco di Giorgio Martini, Pinacothèque nationale de Sienne.

- Prédication de saint Bernardin (1458-1460), Walker Art Gallery, Liverpool.
- Scipion l’Africain (en collaboration avec Maestro di Griselda), de l’héroïque Piccolomini, 1490, huile sur panneau, Musée du Bargello, Florence.
- La Vierge et l'Enfant (1470), Musée du Petit Palais (Avignon)[20]
- Incoronazione della Vergine, (1472-1475), Pinacoteca nazionale de Sienne. Cette œuvre est notable pour l'ampleur et la complexité de la culture qui s'y condense. La mise en perspective y est remarquable ; le détail le plus révélateur tient en la manière dont Dieu fait « irruption » dans l'espace du Couronnement : vu de sott'in sù, il tombe violemment ; le peintre développe l'idée chère aux Siennois du « trou dans le ciel » à travers lequel passent les anges, saints ou Christ. L'idée est populaire, mais en représentant le zodiaque dans l'épaisseur presque construite de cet orifice, Francesco di Giorgio la transpose selon une clef culturelle qui renvoie aux préoccupations scientifiques et ésotériques les plus profondes du moment[21].
- Trois Histoires de saint Benoît, détrempe sur bois, 28 × 193 cm, avec Neroccio di Bartolomeo Landi, Galerie des Offices, Florence. Probablement la prédelle du Couronnement de la Vierge exécuté entre 1473 et 1475 pour le monastère de Monteoliveto[22].
- Natività con i santi Bernardo e Tommaso d'Aquino, (1475), Pinacoteca nazionale de Sienne
- Christ de Pitié, 1480-1490, Galerie du Palais Mozzi Bardini[23]
- La Nativité, (1485-1490), basilique San Domenico (Sienne) ;
- Partie d'échecs, Metropolitan Museum of Art, New York ;
- Le tableau La Cité idéale, longtemps attribuée à Piero della Francesca puis à Luciano Laurana[24] (attribution de di Giorgio Martini est incertaine)[25].
- Tavolette di Bicchern
  - Pie II impose le chapeau de cardinal à son neveu (1460),
  - La Vierge protège Sienne pendant les tremblements de terre (1467)

#### Plans pour marqueterie

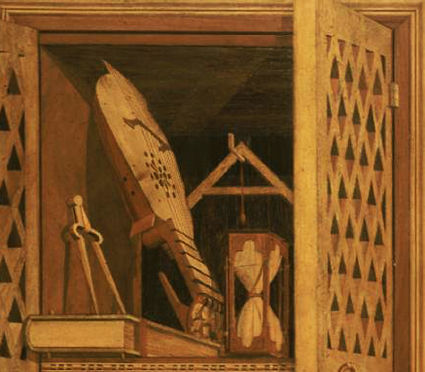
Marqueterie illusionniste du Studiolo de Gubbio pour Guidobaldo Ier de Montefeltro (MET).

- Tarsia lignea dello Studiolo di Federico da Montefeltro, au Palais ducal d'Urbino (attribution incertaine avec Bramante, Botticelli et Baccio Pontelli).
- Tarsia lignea dello Studiolo di Gubbio, pour Guidobaldo Ier de Montefeltro (ensemble transféré au Metropolitan Museum of Art de New York en 1939).

### Sculpture
- San Giovanni Battista, (1464-1466), bois polychromé et doré (tilleul), Museo dell'Opera Metropolitana del Duomo, Sienne
- Compianto sul Cristo morto deposto dalla croce, bas-relief en bronze réalisé à Urbino en 1474, aujourd'hui à Venise à l'église Santa Maria dei Carmini
- Flagellazione di Cristo, (1477-1480), bronze, Galerie nationale de l'Ombrie, Pérouse
- Due angeli reggicandelabro, (1495-1497), maître-autel du dôme de Sienne
- San Cristoforo, (1488-1490), bois polychromé et doré (peuplier), musée du Louvre, Paris[26]

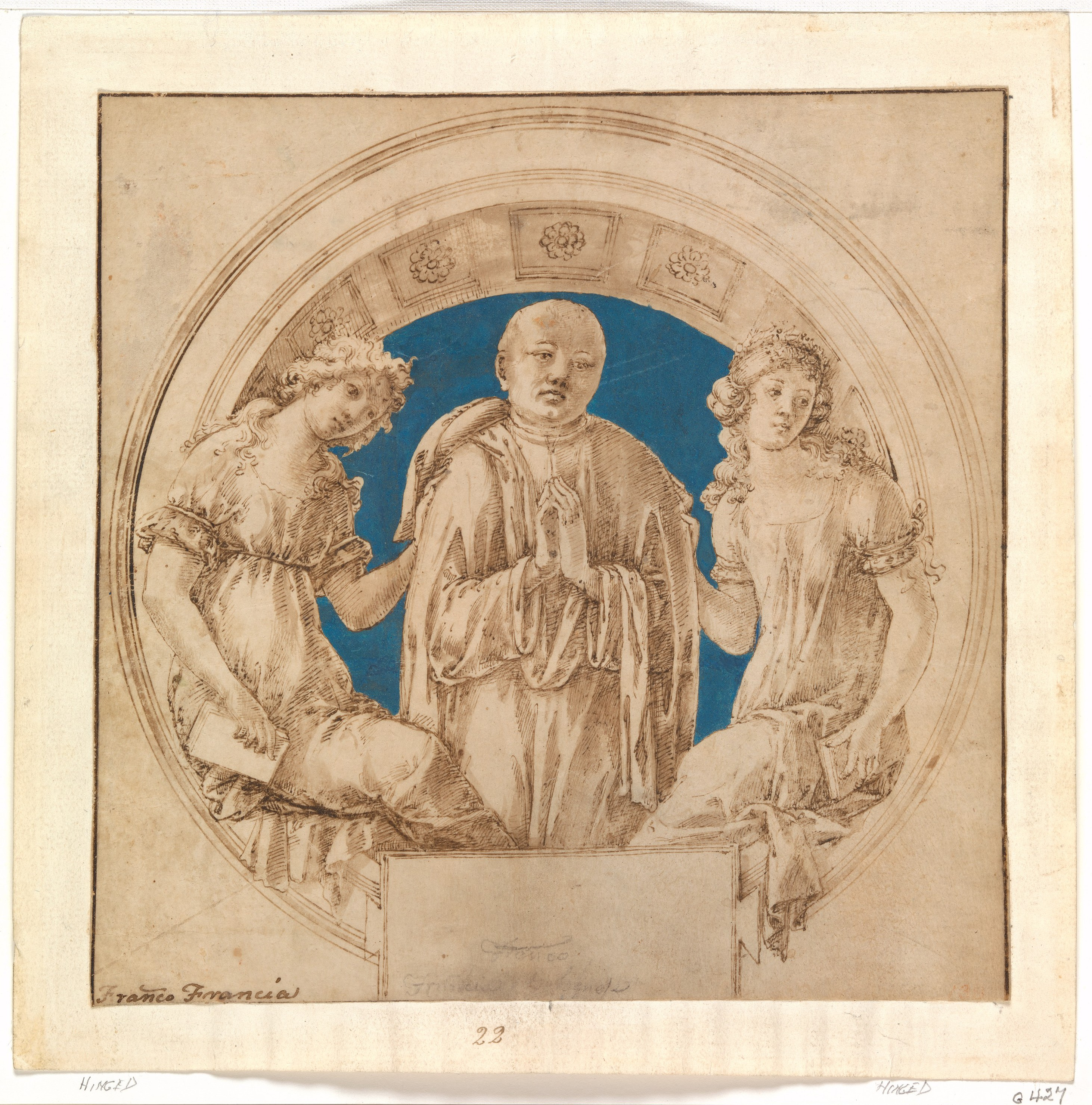
Dessin préparatoire pour un monument, 1490.
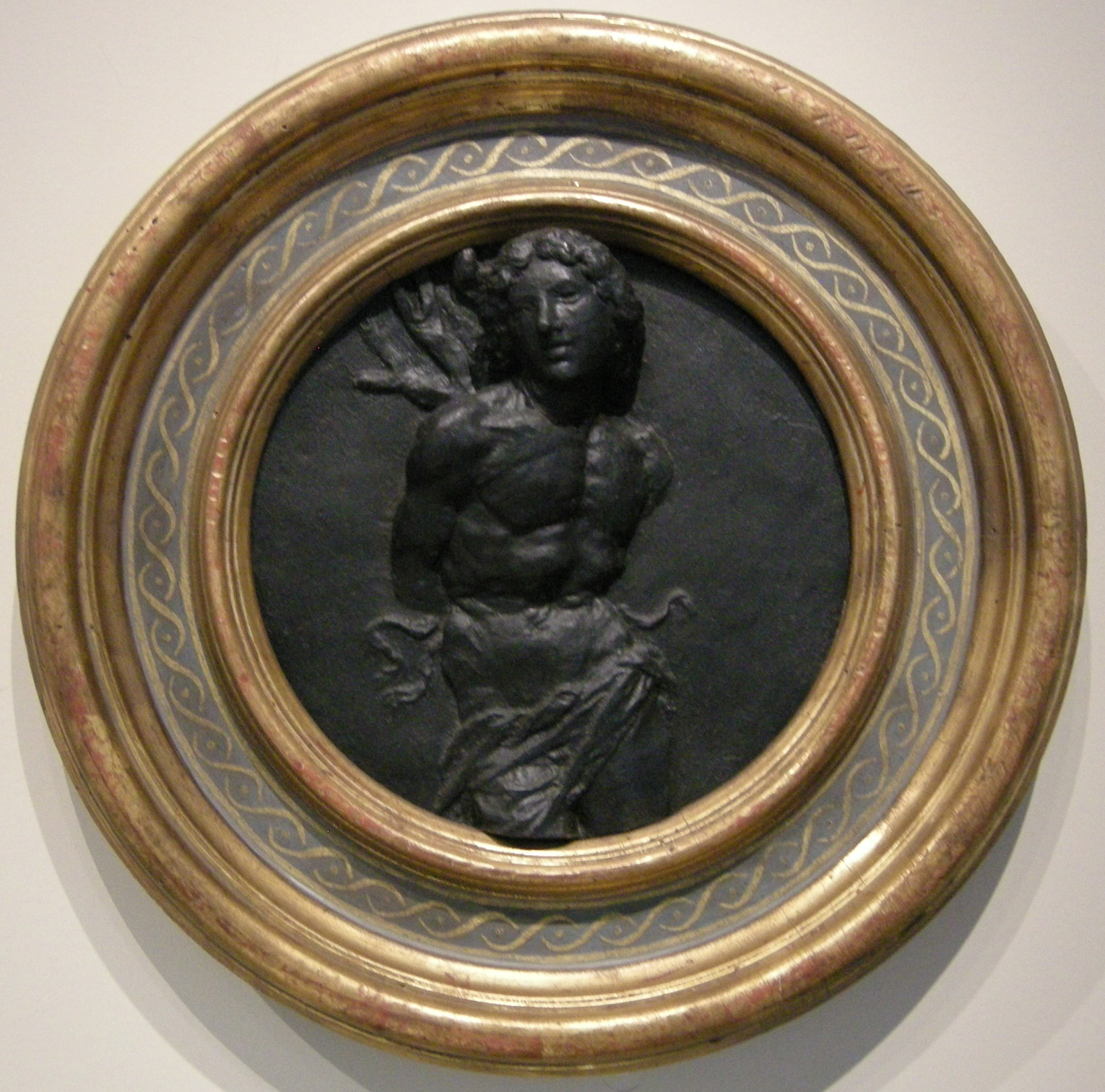
Saint Sébastien, 1474.
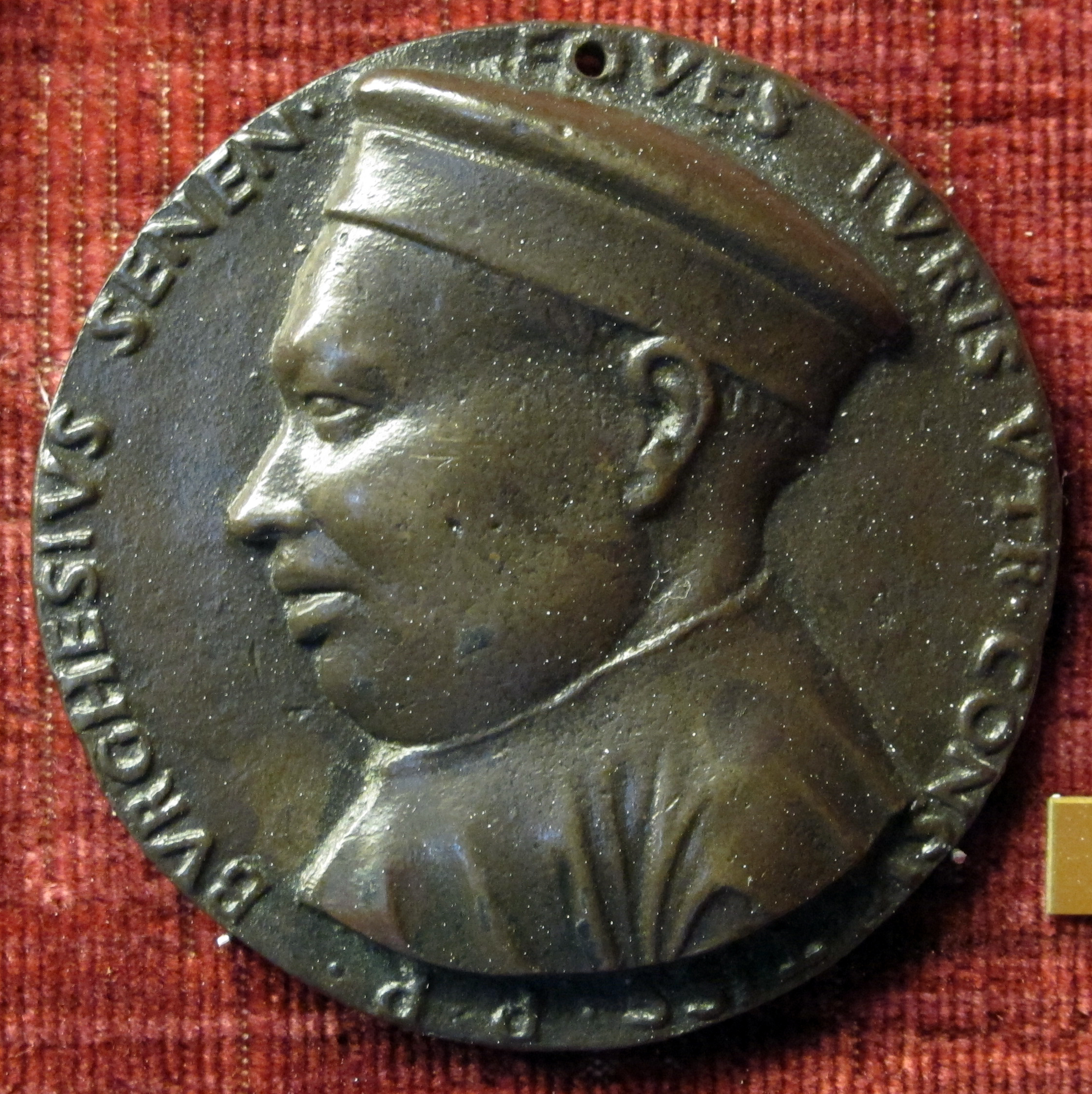
Médaille de Bourgeois.

#### Bases et dictionnaires
- Ressources relatives aux beaux-arts :   - AGORHA
  - Art UK
  - Artists of the World Online
  - Bénézit
  - Bridgeman Art Library
  - British Museum
  - Grove Art Online
  - J. Paul Getty Museum
  - Musée d'art Nelson-Atkins
  - Musée Städel
  - Musée Thyssen-Bornemisza
  - National Gallery of Art
  - RKDartists
  - Union List of Artist Names
- Notices dans des dictionnaires ou encyclopédies généralistes :   - Britannica
  - Deutsche Biographie
  - Dizionario biografico degli italiani
  - Enciclopedia De Agostini
  - Gran Enciclopèdia Catalana
  - Hrvatska Enciklopedija
  - Internetowa encyklopedia PWN
  - Nationalencyklopedin
  - Proleksis enciklopedija
  - Store norske leksikon
  - Universalis
- Notices d'autorité :   - VIAF
  - ISNI
  - BnF (données)
  - IdRef
  - LCCN
  - GND
  - Italie
  - Japon
  - CiNii
  - Espagne
  - Belgique
  - Pays-Bas
  - Pologne
  - Israël
  - NUKAT
  - Catalogne
  - Suède
  - Vatican
  - WorldCat

#### Autres liens
- (en + it) Notices du Musée de l'Histoire de la Science de Florence et maquettes 3D animées video
- L'influence de Francesco di Giorgio Martini sur Léonard de Vinci
- (en) Martini sur Art Cyclopedia
- (en) Notice biographique du Getty Center
- Galerie d'illustrations de Martini
- Les Roccà de Martini